# 任天堂3DS
任天堂3DS（簡稱「N3DS」或「3DS」），是任天堂于2011年至2020年推出的攜帶型遊戲機，為任天堂DS的后续机种。最大特點是利用了视差障壁技術，讓使用者不需配戴任何特殊眼鏡即可裸眼感受到立體3D圖像效果。该平台向下兼容任天堂DS和任天堂DSi的軟體。
2012年9月28日台灣與香港同步發行繁體中文版的「Nintendo 3DS」以及「Nintendo 3DS XL」。2012年11月1日中国大陆地区由神游科技发行的简体中文版“iQue 3DS XL”（神游DS双屏互动多媒体系统）主机正式公布，12月1日起陆续供货发售。
任天堂3DS有五个衍生机型，分别是2012年7月发售的大屏幕版本任天堂3DS XL（日本稱LL）；2013年10月在欧美发售的廉价型号任天堂2DS；2014年10月起在日本发售的新任天堂3DS与新任天堂3DS LL/XL；以及于2017年7月起发售的新任天堂2DS XL。

## 歷史

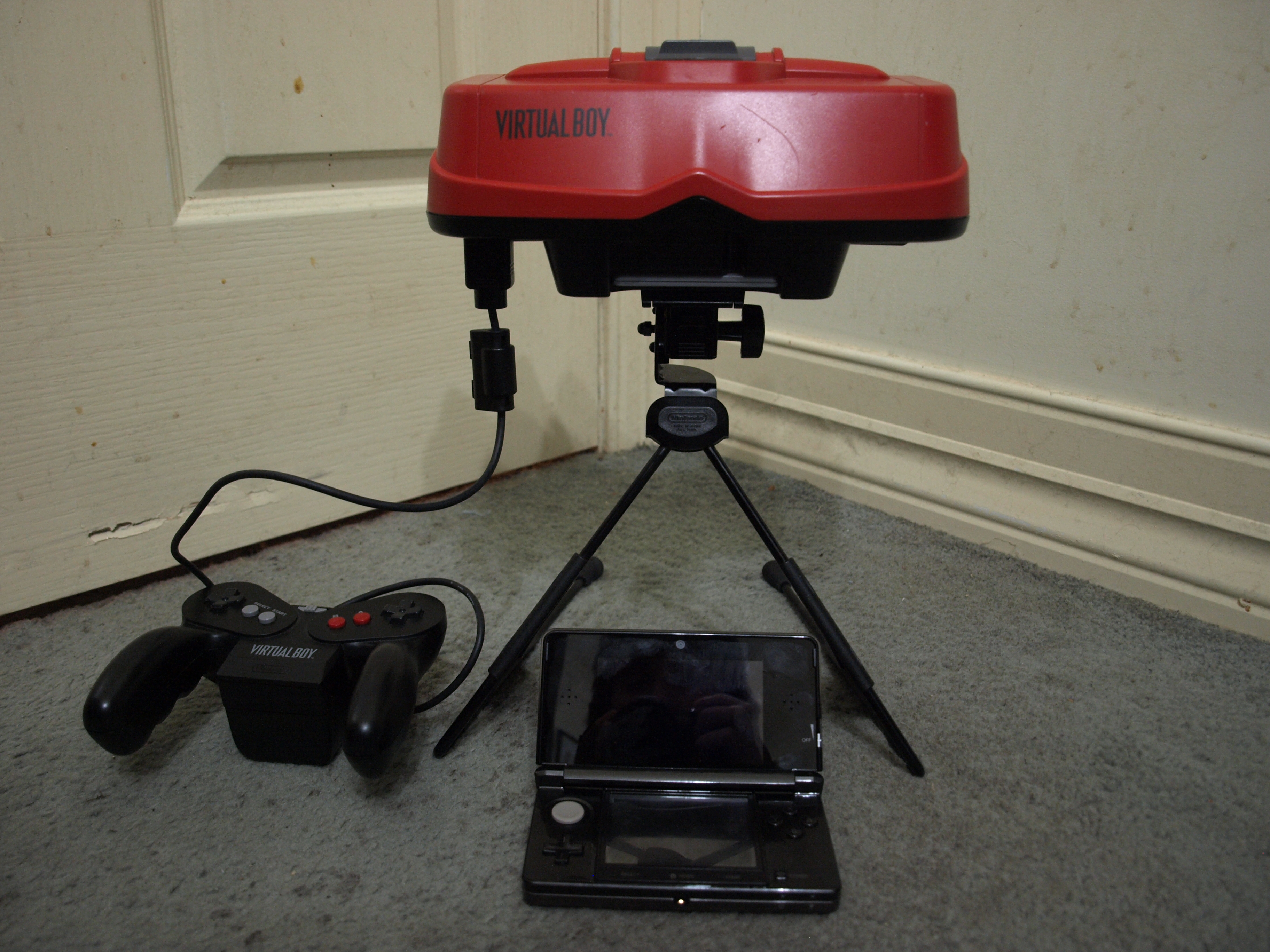
任天堂3DS以及Virtual Boy。

自從1980年代以來，任天堂就已經嘗試過不少立體3D技術。而在1988年於FC磁碟機發行的《任天堂方程式賽車 2：3D 拉力賽》（Famicom Grand Prix II: 3D Hot Rally）是任天堂首次嘗試運用立體3D技術的首款遊戲，玩家只要在螢幕使用特殊眼鏡觀看特別畫像就會有3D效果。而在1995年，Game Boy的發明者橫井軍平則著手開發首款具備立體3D影像功能的Virtual Boy主機，然而該主機發售日期比預期早了許多，使得任天堂得以空出更多資源研發新主機任天堂64，最後這款商品在商業上表現得非常失敗，是任天堂歷史上銷量最低的遊戲主機。宮本茂曾表示他並不滿意Virtual Boy外型的線條和主機的實用性，不過他卻覺得這個設計概念是很先進的。
Virtual Boy主機的失敗讓任天堂一度懷疑立體3D遊戲的可行性，儘管如此，任天堂還是在其他產品上深入研究3D技術。於2001年發售的任天堂GameCube是第二款具備立體3D影像功能的任天堂遊戲主機，任天堂GameCube的性能得以處理立體的3D影像功能，然而最終只有一款遊戲《路易吉洋樓》展示了這個技術，但當時3D液晶顯示器並不普及且價格高昂，這項功能最終沒有使用在遊戲的零售成品上。
任天堂後來曾將現在3DS使用的3D技術使用在Game Boy Advance上，然而任天堂並不滿意這項實驗，因為在Game Boy Advance的螢幕解析度上並不能精確地表現良好的效果。隨著任天堂DS的發展以及山內溥堅持的研究，任天堂成功地在時雨殿主題公園中展示了3D技術，在主題公園的遊客可以使用DS提供的嚮導指南軟體。雖然沒有大量生產，但任天堂擁有豐富的研究和開發經驗，後來用於現在的3DS上。

### 背景
在2009年底，就已經有關於DS後續機的一些臆測消息出現，該年10月中旬，新聞媒體「Tech Tabloid」報導了圖形處理器（GPU）的生產商Nvidia已經獲得了新產品將使用該公司處理器產品的合約，並表明新產品將使用Nvidia Tegra系列的單核心晶片。一個月之後，岩田聰社長提到了未來任天堂新型的攜帶型遊戲機的一些內容，表示手機的3G行動網路功能並不適合任天堂的玩家們，但對於亞馬遜所推出的kindle產品上的「Whispernet」非常有興趣，因為用戶可以使用免費的3G行動網路進行網路交流。
任天堂表示在釋出DS的原型機之前，就已經對一些攜帶產品的動態感應器、陀螺儀感到興趣。在2010年1月，據傳岩田聰在朝日新聞上的某些評論導致間接證實，任天堂DS的後續機將會加入陀螺儀。2010年2月，一個電視遊戲網站「Computer and Video Games」報導指出DS後續機的軟體開發工具包是優先給予寶可夢公司使用，據一間未公布名稱的第三方遊戲工作室透露的內幕，後續機採用了比iPhone動態感應器更好的相似硬體。
2010年3月23日任天堂正式發表新聞稿指出將推出DS主機的後續機「任天堂3DS」。據某些業界人士透露，任天堂發表的新聞稿可能是為了分散剛推出不久的任天堂DSi LL注意力，且搶先日本媒體一步發表一些有關新產品的資訊。2010年4月，一份由三美電機提交給美國聯邦通信委員會（FCC）疑似為3DS內部零件硬體的圖片，分析指出3DS的特色可能是使用了DS系列主機從來沒使用過的15：9寬比例螢幕以及一個相當類似PlayStation Portable的類比搖桿。

### 2010年E3展

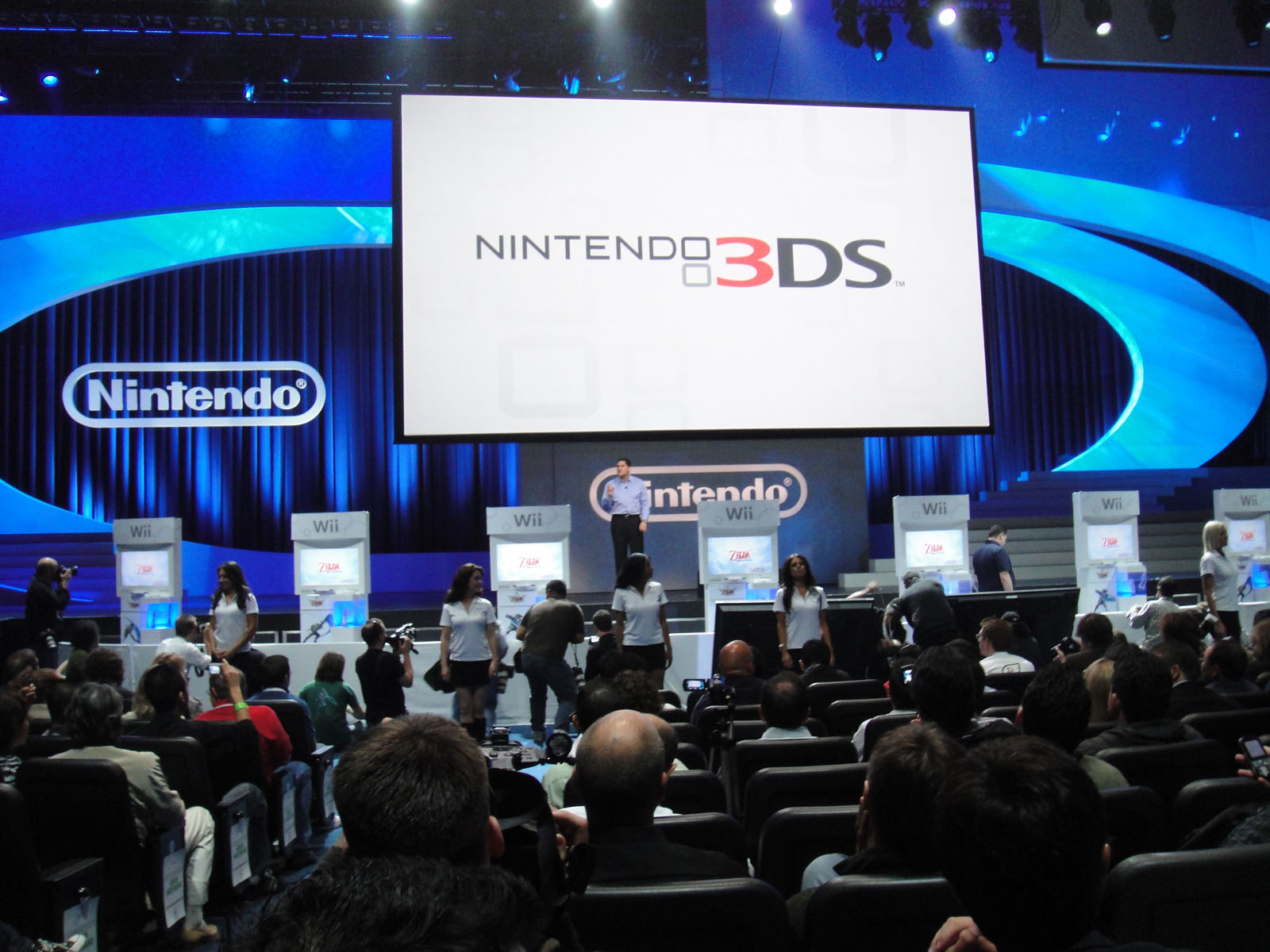
在E3展上公布了相當多主機詳細的內容以及遊戲資訊。

2010年6月，電視遊戲網站IGN報導說根據「一些有3DS開發經驗的製作人」，指出3DS的系統處理能力「遠遠地超過Wii」，而且它的3D圖形處理器使得遊戲「能夠接近Xbox 360和PlayStation 3的視覺畫面效果」，並表示3DS不是使用Nvidia Tegra系列的行動處理晶片。
最後，3DS主機在2010年6月15日舉辦的2010年E3展上公開露面。3DS首個公開遊戲畫面的遊戲是《新·光神話 帕爾提娜之鏡》，其後還公布了許多计划登陆3DS的第三方游戏，包括史克威爾艾尼克斯的《王國之心3D》、《Final Fantasy》系列，科樂美的《潛龍諜影 食蛇者 3D》，华纳兄弟互动娱乐的《蝙蝠俠》，育碧的《刺客信条：失落的遗产3D》（后取消开发），卡普空的《惡靈古堡 啟示》、《超级街头霸王IV 3D》以及動視的《DJ英雄》。在展會结束之後，任天堂又公布了一批准备登陆3DS的游戏，包括《瑪利歐賽車7》、《来吧！动物森友会》、《星際火狐64 3D》以及《薩爾達傳說 時之笛 3D》。任天堂3DS最终上市的成品和E3展示的样机有些许出入。

### 發售前
2010年9月29日，日本任天堂舉辦了「Nintendo Conference 2010」並宣布日本3DS的發售日在2011年2月26日，同時也發表一些3DS的細節，包括內建Mii工作室、懷舊平台（包含Game Boy和Game Boy Color以及重製的「3D 經典」系列）、充電座、多任务处理、擴增實境遊戲、附带2GB記憶卡用於儲存遊戲內容以及最終定名的「瞬缘连接」和「悄然连接」。首發將推出水波藍與宇宙黑兩款顏色，初期定價為25000日圓，而最終的主機設計也於此日確定。
2011年1月19日，任天堂的北美分公司和歐洲分公司分别在美國紐約和荷蘭阿姆斯特丹舉辦发布會 ，並在发布會中公布了許多与任天堂3DS有关的資訊。发布会上公布了北美地區3DS的上市日期为2011年3月27日，定價為249.99美元；歐洲地区的上市日期为2011年3月25日，定价则由當地零售商決定。但大多數零售商采用的售卖價格來自英國當地的初期售價：219.99英镑和229.99欧元。但某些零售商（例如亚马逊）已經把3DS的售价降得到比索尼电脑娱乐（SCE）於2011年1月26日公布的PlayStation Portable後繼機種「PlayStation Vita」還要低。

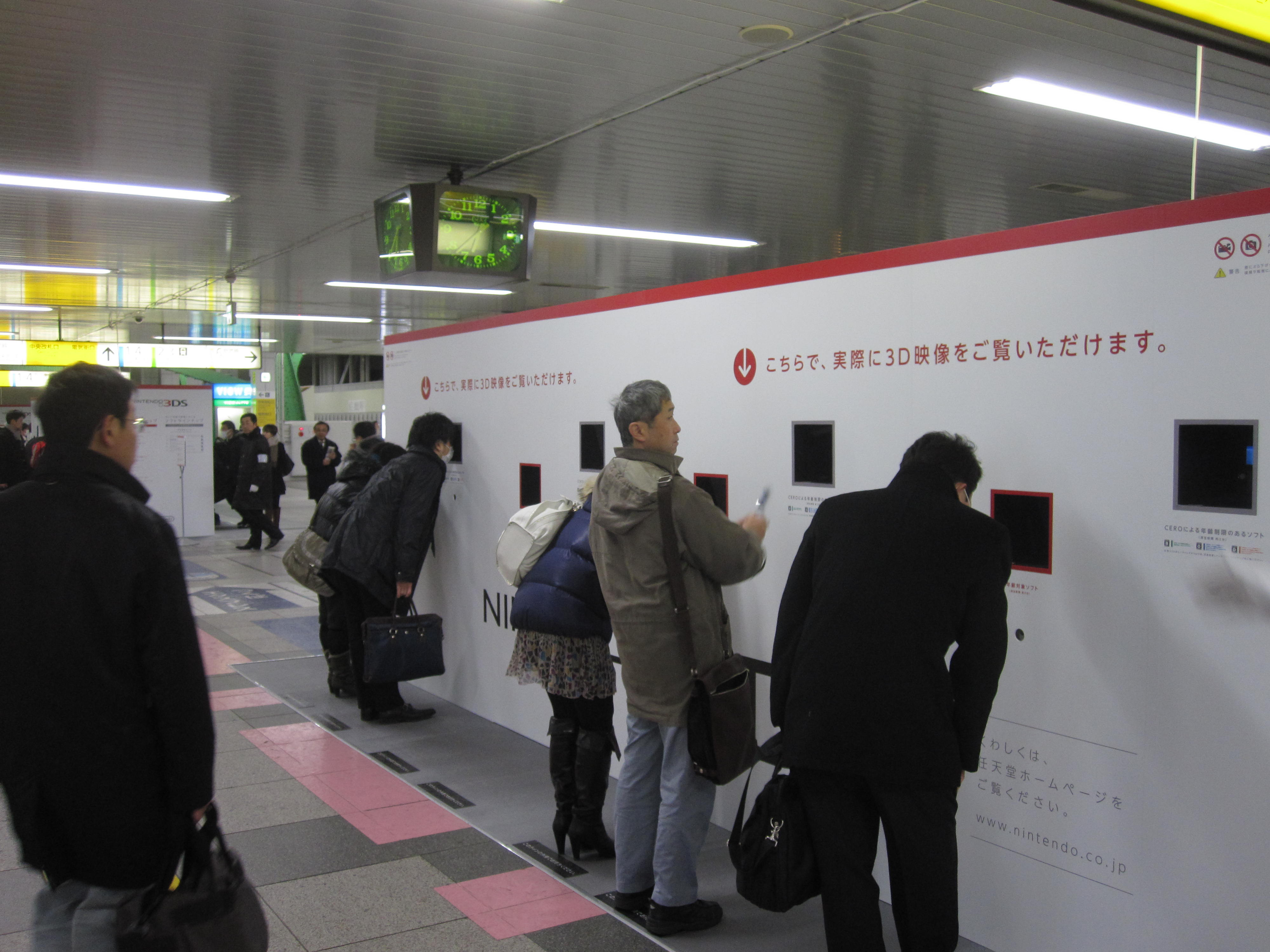
在秋葉原車站內設立的體驗區。

日本任天堂本部於2011年1月8日到10日，舉辦了3DS體驗會「Nintendo World 2011」並公布了首發陣容。而英國任天堂於2011年2月在英國舉辦了四場名為「眼见为实（Believe Your Eyes）」的體驗會，最开始只邀請任天堂俱樂部的會員參加，之後向一般民眾开放報名。澳洲任天堂則於同年3月，在西田集團旗下的購物中心舉辦了一些小规模體驗會。

### 發售後

#### 2011年
日本當地的零售商和商家指出首發將釋出40萬部的3DS。首发游戏包括《实况足球 3D足球》、《超级街头霸王IV 3D》、《戰國無雙 編年史》、《立體益智泡泡龍 3D》、《任天猫狗》、《山脊赛车 3D》、《巨兽战争：恐龙 3D》、《雷頓教授與奇蹟假面》共8款。而在2011年2月26日推出之後的當週週末，3DS總共賣出37.4萬台主機。在這一週，首發陣容的《雷頓教授與奇蹟假面》總共賣出11.9万套，使它成為首發陣容中最暢銷的遊戲。同時它也是該週所有平台軟體銷量的第三名。
在美國，任天堂宣稱在美國第一天的銷售規模是美國任天堂推出過的攜帶型遊戲機之中最暢銷的，根據NPD集团的調查，2011年3月美國任天堂釋出了50萬部3DS，而在發售日該週總共賣出44萬台主機。
在歐洲，任天堂3DS在上市头两天就賣出了30.3萬台主機，而英國光是在上市首週就賣出了11.3萬台主機，使3DS成為任天堂有史以來在英國推出最成功的產品。
截止2011年3月末，任天堂公司在全球賣出361萬台3DS，低於任天堂所預期的400萬台。原因是從整個全球市場來看，由于主机定价高昂和缺乏游戏，任天堂3DS陷入了销售淡期。在日本國內，由於任天堂3DS發佈后不久發生東北地方太平洋近海地震，導致廣告商和消費者的自肅，以及部分游戏軟體的推遲發佈，也被認為是銷量慘淡的原因。
为了摆脱这一困局，任天堂社長岩田聪於2011年7月28日宣布，從2011年8月11日起，日本版主機将售價降至15000日圓，北美版主机降至169.99美元。而对于降价之前（2011年8月10日以前）购买3DS主机、且使用過任天堂eShop的用戶，可成為「大使计划」（アンバサダー・プログラム）參加者，获赠二十款遊戲作为补偿，內容為懷舊平台FC遊戲機和Game Boy Advance遊戲各十款，其中GBA遊戲為非賣品。
2011年12月27日，任天堂舉辦了「Nintendo Direct 2011.12.27」網路發表會。在发表会上任天堂宣布《超級瑪利歐3D樂園》、《瑪利歐賽車7》、《魔物獵人3G》三款遊戲銷量突破百萬。几乎与此同时，任天堂3DS在日本地區的銷量也突破了400萬大关。
降价后的3DS销量猛增，并成功在2011年的年末商战打败刚刚上市的PlayStation Vita。截止至2011年12月的調查，3DS已經在全球賣出1503萬台。
2012年1月7日，Enterbrain宣布3DS在日本地区2011年12月的单月销量为149万2931台，打破了Enterbrain自1997年开始统计的游戏主机单月销量纪录。

#### 2012年
2012年5月22日，Fami通宣布3DS历时65周的时间在日本地区已售出超过600万台。
任天堂於2012年6月22日舉辦的「Nintendo Direct 2012.6.22」網路發表會上公布了任天堂3DS LL/XL，最大特色為雙螢幕尺寸從既有3DS的3.53 吋/3.02吋加大為4.88 吋/4.18吋，并且增加少許的續航能力，解析度和功能上則無任何差異。任天堂3DS LL/XL將會與3DS並行發售，用戶可以自行決定購買何種版本。

#### 2013年
2013年1月6日，Enterbrain宣布3DS在日本本土的总销量已超过1000万台。
根据VGChartz的统计，任天堂3DS的全球销量大约在2013年3月末至4月初突破3000万台。
2013年8月29日，任天堂欧洲公布了任天堂3DS家族的最新机型任天堂2DS。任天堂2DS在外观上最大的特点是取消了自任天堂DS以来的翻盖式设计，回到了GB系列时的平板设计；在机能上，任天堂2DS除去了原先作为3DS卖点之一的裸眼3D功能，而其他硬件规格方面与3DS并无太大差异。任天堂2DS于2013年10月12日在北美及欧洲地区与《宝可梦 X／Y》同日发售，2013年12月7日在韩国地区上市。
2013年年末，任天堂3DS全球销量突破4000万。

#### 2014年
2014年1月26日，Fami通宣布任天堂3DS在日本本土的销量突破1500万台。
2014年8月29日，在针对任天堂3DS的任天堂直面会上，任天堂正式公布了新机型“新任天堂3DS”和其对应的大屏机种。比起原来的任天堂3DS及XL/LL，新版机型将内置近場通訊芯片，采用性能更强的CPU，增加了一副肩键和右摇杆，使用可视角度更大的立体显示屏幕，将采用可换式外壳设计，更换新的摄像头（像素不变），电池使用时间也比原机型要略长一些。new 任天堂3DS及LL将于2014年10月11日在日本地区发售。
2014年10月11日，新任天堂3DS及新任天堂3DS LL在日本发售。
2014年11月21日，新任天堂3DS及新任天堂3DS XL在澳大利亚和新西兰发售。
2014年12月24日，《天外奇蹟》在日本地区的任天堂eShop上架并为任天堂3DS提供3D版。作为任天堂3DS发布时，岩田聪曾提到迪士尼动画和梦工厂动画将会为其提供3D娱乐体验；而本片是第一部完整的电影。

### 台港版本
2012年7月5日，日本任天堂的子公司任天堂溥天和任天堂香港宣布，將於台湾和香港地区推出繁體中文版的「Nintendo 3DS」以及「Nintendo 3DS XL」。3DS將推出全新顏色「晴空藍（Cerulean Blue）」和「珠光桃紅（Shimmer Pink）」，3DS XL則推出「純白色」和「藍黑色」，同時也確定將陸續推出《任天狗狗＋貓貓》、《超級瑪利歐3D樂園》、《薩爾達傳說 時之笛 3D》、《瑪利歐賽車7》以及《惡靈古堡 啟示》等五款中文化遊戲。並陸續代理《寶可夢》系列遊戲。

### 中國大陆版本
2012年10月30日，任天堂在中国大陆的子公司神游科技提交的型号为SPR-001(CHN)“神游DS双屏多媒体互动系统（带播放功能）”通过中国大陆的3C产品认证。而通过的产品型号SPR-001则与任天堂3DS LL/XL的型号一致。11月1日，神游官方网站更新了iQue 3DS XL的详细信息，本次的行货3DS采用了独有的马里奥图案作为机身涂装；而配套的2款首发游戏《超級瑪利歐3D樂園》（译名“超级马力欧 3D乐园”）和《瑪利歐賽車7》（译名“马力欧卡丁车7”）则会内置于主机内发售。
iQue 3DS XL于2012年12月正式上市。雖然沒有開放eShop，但部份港臺發售的繁體中文遊戲軟體可以使用於此終端設備上。
2013年9月6日，iQue 3DS XL的中國強制性產品認證证书（3C证书）被撤销。而現時在神游科技的官方網站上，亦顯示該產品已經在中國大陸停止生產。

### 名人代言
在日本，任天堂邀请了日本知名男子組合「嵐」为3DS平台进行代言宣传。
在歐洲地区，羅賓·威廉斯及其女兒塞尔达·威廉姆斯为《塞尔达传说 时之笛 3D》进行代言和宣传。
在韓國地区，有JYJ等韓國藝人代言、宣传相關遊戲。
台港地区则邀请了女子组合S.H.E为台港版本的《瑪利歐賽車7》與《超級瑪利歐3D樂園》进行代言。

### 停產
2020年9月16日，任天堂在其日本官網上宣佈3DS、3DSLL及2DS三款遊戲機終止生產。3DS在生產期間於全球銷售約7,500萬套。3DS、2DS系列停產後，該公司只剩下任天堂Switch一款遊戲機系列生產銷售中。

## 功能特色
3DS部分的功能特色與前代機種（DSi、DSi LL）相同，都有著上下雙畫面螢幕、觸控式螢幕下畫面、麥克風、相機鏡頭等配備，並能向下相容任天堂DS遊戲卡匣（但不能插入任天堂DS震動卡等周邊設備與Game Boy Advance卡匣），而在內建軟體、操作方式和無線通訊方面卻有著顯著的不同。

### 3D影像

此图上面的视差障壁技术是3DS使用的三维图像生成方法

延續任天堂DS系列主機的特色，3DS仍然是雙螢幕，上螢幕採用了日本夏普公司開發的15：9寬比例/3.53吋视差障壁式裸視3D螢幕，不需3D眼鏡就可以觀看3D影像，還配置了一個3D深淺控制滑鈕，可依玩家喜好來調整；下螢幕則是4:3比例/3.02吋的觸控螢幕。螢幕方面相較於DS和DSi來說，解析度和可顯示色數提升了許多。

### 全新操作
除了以往DS的操作按鍵，3DS還新增了類比滑墊、動態感應器、陀螺儀、HOME按鍵等操作。類比滑墊（英文：Circle Pad）是任天堂全新開發的類比式控制鈕，能夠360度控制，比起先前的十字方向按鍵，使用上更為舒適、好用。動態感應器和陀螺儀新增了3DS的遊玩方式，增加了遊戲變化的無限可能。HOME按鍵可以讓玩家回到主機介面並暫停或結束遊戲，暫停的同時還可以使用其他的小工具。這些小工具包含一個可以手寫的遊戲筆記、一個用於新增和查看好友的好友清單、儲存不知不覺通信和擦身通信信息的通知信夾和一個網路瀏覽器。

### 無線通信
3DS的通信功能比起DS，3DS有著更為多樣化的功能。除了原有的無線通信、Wi-Fi通信兩種方式，還新增了先前在DS遊戲軟體中廣受好評的「瞬缘连接」以及「悄然连接」。
- 瞬缘连接（英文：Street Pass）

開啟瞬缘连接功能時，玩家可以藉由和路人的接近來遇到其他的玩家彼此交流資訊。遇到其他玩家時，指示燈會變成綠燈來提醒玩家。玩家可以在「Mii廣場」來查看遇到的玩家資料和Mii資訊。主機內可以設置12個想要進行瞬缘连接的軟體來進行通信，即使在沒有使用軟體的情況下，也能夠自動進行瞬缘连接。
- 悄然连接（英文：Spot Pass）

當玩家開啟通信功能並身處在一個有開放式無線網路的環境時，悄悄通訊就會自動使用。如果设置为启用，主機將會自動接收網際網路上的新資訊，如自動系統更新、系統更新的新資訊、遊戲新資訊、免費軟體通知、本地服務資訊、甚至是遊戲的下載內容（DLC）等等。收到來自網路的訊息、資訊時，指示燈會變成藍燈來提醒玩家。

任天堂網路（Nintendo Network）。

網路服務方面，3DS不再對應DS/Wii的「任天堂Wi-Fi连接（Nintendo Wi-Fi Connection）」，而是使用全新的網路服務「任天堂網路（Nintendo Network）」，同時也新增遊戲付費追加下载内容（DLC）販售等功能。

### 娛樂功能
延續之前任天堂DSi所擁有的拍照和音樂功能，3DS的娛樂功能相對地更為強化。透過主機外側的兩個攝像鏡頭，將可以拍攝3D照片並立即觀看或編輯，相片格式為MPO和JPG。相機功能上，比起DSi變化更多，可以調整銳利度、對比度或是亮度等等，或者是有趣的「閃亮閃亮鏡頭」、「合體鏡頭」等。但部分的DSi功能則在3DS中取消，相片畫質相對DSi則較為貧弱。音樂功能可讀取MP3和AAC相關格式的檔案，強化了音樂視覺效果和有趣的小功能，另外還可以使用擦身通信來瞭解最近的流行歌曲排行。此外，在「3.0.0 - 5J型」版本的系統更新中，相機功能新增了3D攝影功能，影片格式為AVI，另外還具有三種錄影模式。玩家亦可放入自己的相片或影片，但需符合檔案的命名規則和規格限制。

### Mii
主機內建了Mii工作室（英文：Mii Studio），將可以製作在Wii主機中大受歡迎的Mii形象，玩家可以製作自己或朋友、家人的Mii形象。對於製作Mii感到麻煩或困難的人，亦可以使用拍照功能來製作。此外，3DS的Mii和Wii有所差異，3DS的Mii將擁有更多的形象配件，如：頭髮、眼睛、鼻子等等。另外，玩家亦可將Wii上或任天堂DS專用軟體朋友收藏集的Mii傳送到3DS內，但無法逆傳送。Mii形象也可在3DS之間交流，或者轉換成QR代碼和圖片，但部分Mii QR可能有分區限制。而在《擦身通信Mii廣場》中，玩家可以和其他玩家的Mii進行交流，玩家可以取得其他玩家擁有的遊戲拼圖碎片，或利用這些Mii進行小遊戲《擦肩传说》的遊玩。
任天堂也会利用悄悄通訊發送特殊黃金Mii與玩家問候，包含岩田聰、松岡修造和斯科特·墨菲特（Scott Moffitt）等人。
對應Wii U連動，包含3DS、電腦、攜帶電話等也將可使用一個全新的社群服務「Mii世界」，玩家可透過這個社群系統，與其他的朋友和世界的玩家進行遊戲的交流，玩家可以和有相同愛好的遊戲主題社群中，一起討論話題或疑問。

### Nintendo eShop
Nintendo eShop（英文：Nintendo eShop）是繼DSi和Wii線上商店之後推出的3DS線上應用商店，可以下載各式各樣的應用軟體、遊戲試玩、遊戲下載內容、懷舊遊戲等等。此外，擁有任天堂DSi或DSiLL（DSiXL）的玩家，可以將自己主機上的DSi Ware專用軟體轉移到3DS上。除了下載遊戲和應用軟體以外，玩家亦可為遊玩過的遊戲進行評分、下載遊戲的修正檔、輸入特定序號取得限定軟體等等，若進行任天堂俱樂部的帳號綁定，可在任天堂俱樂部上獲取下載軟體或試玩版的遊戲問卷，用戶可從填寫完的問卷中獲得俱樂部點數。
此外，任天堂於2012年4月27日的決算說明會中指出，未來將提供實體遊戲的數位下載服務，已確認將會開始提供的有《新 超級瑪利歐兄弟 2》和《魔鬼腦力鍛鍊》，採任天堂電子商店和實體店併行販售，實體店可決定數位版的價格，任天堂也表明任天堂電子商店的數位版不會比較便宜。
除了少部分的免費軟體以外，幾乎所有的軟體和服務的取得都必須以電子商店點數支付，一點約同等於一元3DS服務所在地的貨幣（日圓、新臺幣、港元），而電子商店點數的取得方式有三種：
- 購買任天堂官方所推出的固定面額點數卡（任天堂亦發售過薩爾達傳說、瑪利歐和卡比等特別圖樣的點數卡提供給玩家購買，但先前使用於DSi和Wii的舊版點數卡並不能使用於3DS上）。
- 使用信用卡或是可線上刷卡的Visa金融卡來儲值（2022年1月18日起日本地區終止使用）。
- Suica消費（日本地區限定，2022年1月18日起終止使用）

需要注意的是，點數一經儲值就會和主機綁定不能退費，因此玩家在購買和使用時需要做好財務規劃。

### Virtual Console
任天堂電子商店將會提供眾多類型的Virtual Console遊戲，首波將從Game Boy和Game Boy Color開始提供，日後也會有PC Engine、Game Gear和FC遊戲機的遊戲提供。而除了大使方案提供的十款非賣品Game Boy Advance遊戲以外，日後是否會提供其他付費版的Game Boy Advance遊戲則尚未明確。
到目前為止，任天堂已經提供了Game Boy、Game Boy Color、Game Gear、FC遊戲機四種懷舊平台遊戲。懷舊平台包含了一些特殊的功能，包含可顯示原主機畫面和主機的懷舊邊框以及即時存檔等等。除此之外，部分的懷舊平台獲重製成「3D 經典」系列，將對應3D功能、並包含一些額外功能。

### 本地服務
隨著購買地區版本3DS不同，本地服務和任天堂電子商店提供的內容也有所差異，例如日本地區將預定有由富士電視台和其他電視公司推出的3D電視節目放送服務，該服務於2012年6月21日起結束。北美地區將預定推出3D電影的服務等。美國任天堂已宣佈會提供Netflix租賃電影服務，而Hulu Plus的服務也在準備中。另外任天堂已和華納兄弟、迪士尼和夢工場（DreamWorks）合作，並於未來用戶將可租看3D電影。
任天堂本身還提供了一個由任天堂提供的影片服務「任天堂視訊（Nintendo Video）」，在不同地區版本的3DS可以接受該地區限期提供的影片；任天堂也曾於該服務內，推出限期的《新‧光神話 帕爾提娜之鏡》動畫，包含由PRODUCTION I.G製作，描述主角彼特的「飛空的木馬（全三話）」、STUDIO4℃製作，描述梅杜莎女神的「梅杜莎的逆襲（全一話）」和SHAFT製作，描述帕爾提娜女神的「追逐（全二話）」。

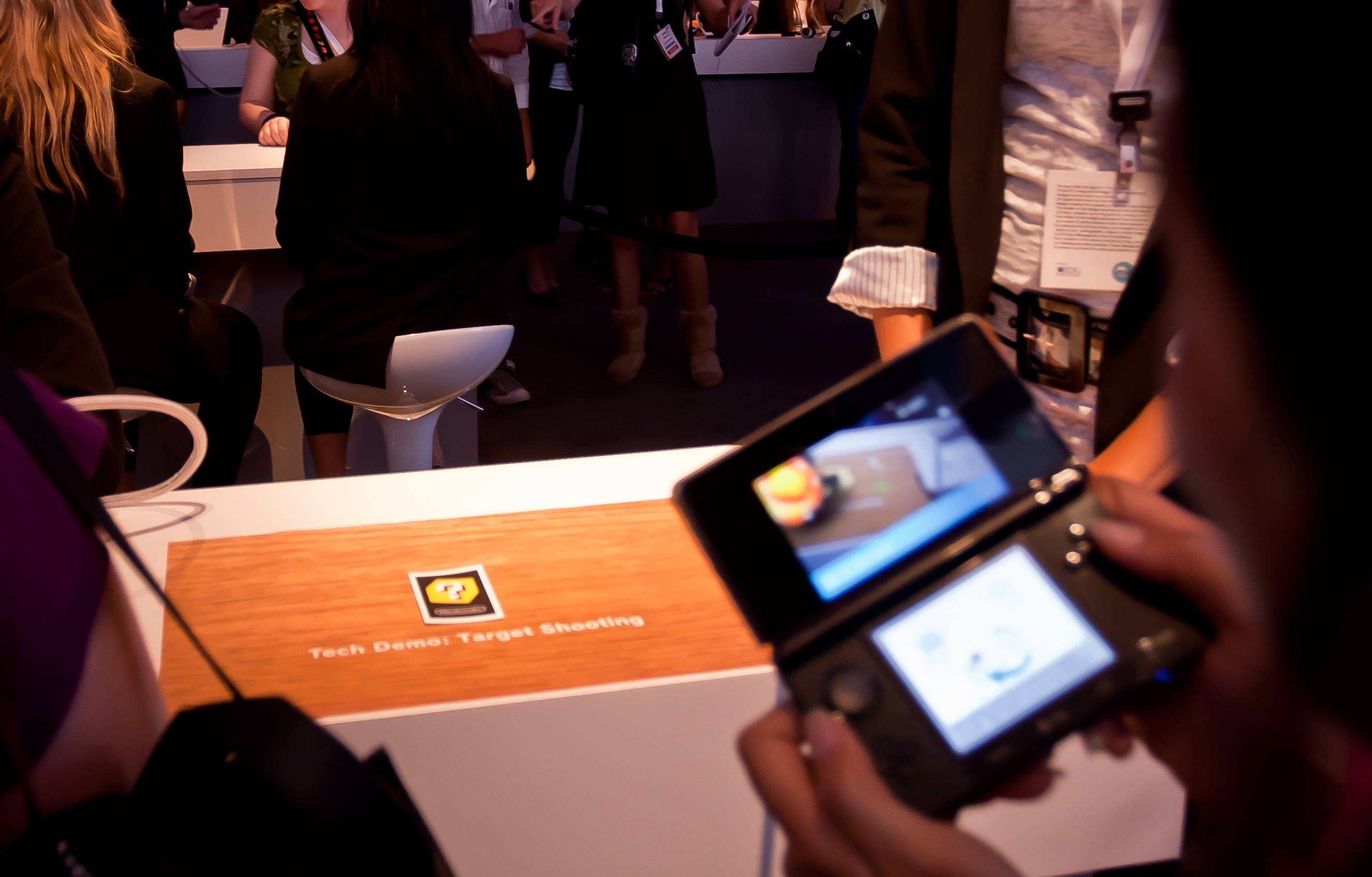
2010年E3上展示的《目標射擊》（Target Shooting）擴增實境遊戲

### 活動日誌
活動日誌（英文：Activity Log）功能會追蹤並記錄曾遊玩過的遊戲和遊玩的時間，還包括實體的動作，記錄攜帶3DS時所走的每一步等。此外，每日所走的步數將可以換取「遊戲金幣」，一日10枚為限，總共上限為300枚，金幣可用在支援的遊戲中來購買特殊內容以及其他的功能。

### 擴增實境
主機內內建一款擴增實境遊戲，可以透過包裝內附送的六張AR卡來進行遊戲和拍照，該遊戲裡面包含了一個射擊小遊戲、釣魚小遊戲、AR塗鴉繪畫、角色拍照等等，玩家可利用遊戲金幣購買更多小遊戲和隱藏要素。此外，在有支援擴增實境的遊戲中，也可以利用AR卡進行遊玩，例如：《任天狗＋貓》中利用AR卡來進行比賽或拍照。在某些遊戲中，可能會包含其他AR卡或其他AR遊戲功能等等。

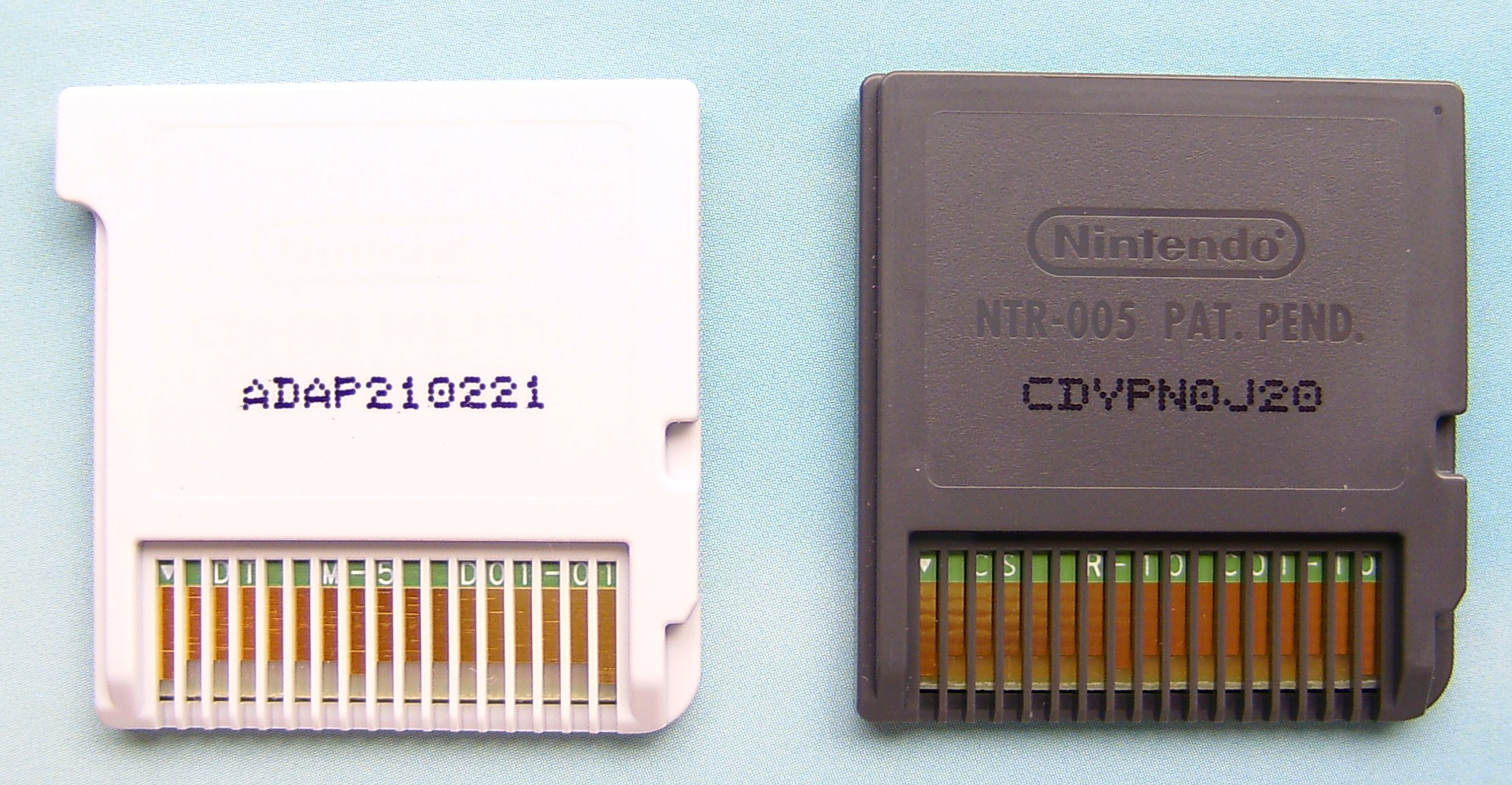
任天堂3DS專用軟體卡匣和任天堂DS專用軟體卡匣。

### 好友清單
每一部3DS都會有一組獨一無二的「Friend Code」（好友代碼），可用於玩家之間的交流，並彼此加入到好友清單。只有创建了自己的Mii形象后才可联网分配朋友代码。玩家可以上線來觀察好友的動態、資訊、或者是正在玩和喜歡的遊戲。在部分的遊戲中，可以透過無線網路和好友同樂。當有好友上線時，指示燈會變成橙色來提醒玩家。在某些限定的遊戲連線功能，可以透過好友清單直接加入好友的遊戲中，例如：《马力欧卡丁车7》允许玩家加入好友的房間，觀戰对局的狀態，或加入下一场比赛。

### 向下相容
除了專用軟體外，3DS也向下支援任天堂DS的大部分軟體（包含DSi軟體），但不包含GBA軟體和一些需要GBA插入口外部的周邊（例如DS震動卡）。初期發售時，3DS遊戲卡匣儲存容量最大可達2GB，目前則已經開始提供8GB容量卡匣。其外型和DS遊戲卡匣相似，但為了防止3DS的卡匣插入任天堂DS主機中，在3DS遊戲卡匣的右側有著小突起部分。

## 主機規格

### 系列主機規格比較
| 現況       | 已停產 | 已停產 | 已停產 | 已停產 | 已停產 | 已停產 | 已停產 |                                       |                                       |
| 初期定價   | US$129.99 EUR€129.99 | JP¥18,900 US$199.99 NTD$6,980 CNY¥1,699 | JP¥25,000 USD$169.99 歐洲無建議售價 KR₩220,000 NTD5,980 HKD1,499 | JP¥20,000 US$189.99 EUR€179.99 GBP£159.99 AU$299.95 | JP¥18,900 US$169.99 EUR€169.99 GBP£149.99 AU$299.95 KR₩198,000                                                    | JP¥16,800 US$129.99 EUR€149.99 GBP£99.99 AU$199.95 KR₩150,000 | JP¥15,000 US$149.99 EUR€149.99 GBP£99.99 AU$199.95 KR₩150,000                                                                                                   |                                       |                                       |
| 重量       | 260g | 336g | 230g | 314g | 214g | 218g | 275g |                                       |                                       |
| 螢幕       | 上屏幕：3.53吋、400 x 240px、可顯示色約1677萬色 | 上屏幕：4.88吋、800 x 240px 、可顯示色約1677萬色 （單眼 400 x 240 WQVGA） | 上屏幕：3.53吋、800 x 240 px 、可顯示色約1677萬色 （單眼 400 x 240 WQVGA） | 4.2吋、256 x 192 px、可顯示色約26萬色 | 3.25吋、256 x 192 px、可顯示色約26萬色                                                                            | 3.0吋、256 x 192 px、可顯示色約26萬色 | 3.0吋、256 x 192 px、可顯示色約26萬色 |                                       |                                       |
| 螢幕       | 下屏幕：3.02吋、320 x 240 px、可顯示色約1677萬色 QVGA | 下屏幕：4.18吋、320 x 240 px、可顯示色約1677萬色 QVGA | 下屏幕：3.02吋、320 x 240 px、可顯示色約1677萬色 QVGA | 4.2吋、256 x 192 px、可顯示色約26萬色 | 3.25吋、256 x 192 px、可顯示色約26萬色                                                                            | 3.0吋、256 x 192 px、可顯示色約26萬色 | 3.0吋、256 x 192 px、可顯示色約26萬色 |                                       |                                       |
| 螢幕       | 無3D功能 | 有3D功能，含3D景深滑桿可調整 | 有3D功能，含3D景深滑桿可調整 | 無3D功能 | 無3D功能 | 無3D功能 | 無3D功能 |                                       |                                       |
| 螢幕       | 24位元（真彩色） 色彩深度 | 24位元（真彩色） 色彩深度 | 24位元（真彩色） 色彩深度 | 16位元（高彩色） 色彩深度 | 16位元（高彩色） 色彩深度                                                                                         | 16位元（高彩色） 色彩深度 | 16位元（高彩色） 色彩深度 |                                       |                                       |
| 螢幕       | 5段亮度調整（2D、3D） 充電時，第4段亮度提升為第5段，第5段亮度提升為第6段 | 5段亮度調整（2D、3D） 充電時，第4段亮度提升為第5段，第5段亮度提升為第6段 | 5段亮度調整（2D、3D） 充電時，第4段亮度提升為第5段，第5段亮度提升為第6段 | 5段亮度調整 | 5段亮度調整 | 4段亮度調整 | 背光開關功能 |                                       |                                       |
| 電池       | 3DS遊戲3.5-5.5小時 DS遊戲5-9小時 （電池持續時間為預估時間，依照使用軟體的不同、亮度差異、3D功能開啟與否、無線通信功能開啟與否的使用狀況而可能有所變化） （电池容量1300mah） | 3DS遊戲3.5-6.5小時 DS遊戲6-10小時 （1750 mAh） | 3DS遊戲3-5小時 DS遊戲5-8小時 （1300 mAh） | 13-17小時（最低亮度）（1050 mAh） | 9-14小時（最低亮度）（840 mAh）                                                                                   | 15-19小時（最低亮度）（1000 mAh） | 6-10小時（850 mAh） |                                       |                                       |
| 相機       | 一個前置2D鏡頭 兩個後置3D鏡頭 30萬畫素（VGA） | 一個前置2D鏡頭 兩個後置3D鏡頭 30萬畫素（VGA） | 一個前置2D鏡頭 兩個後置3D鏡頭 30萬畫素（VGA） | 前後鏡頭，30萬畫素（VGA） | 前後鏡頭，30萬畫素（VGA）                                                                                         | 無相機鏡頭 | 無相機鏡頭 |                                       |                                       |
| 實體按鍵   | - A、B、X、Y按鍵 - 十字鍵 - L、R按鍵 - START按鍵 - SELECT按鍵 - HOME按鍵 - 類比滑墊（可360度控制） - 觸控式螢幕 - 音量滑桿 - 睡眠模式开关 - 無線通信開關 - 電源按鈕 | - A、B、X、Y按鍵 - 十字鍵 - L、R按鍵 - START按鍵 - SELECT按鍵 - HOME按鍵 - 類比滑墊（可360度控制） - 觸控式螢幕 - 音量滑桿 - 3D景深滑桿 - 無線通信開關 - 電源按鈕 | - A、B、X、Y按鍵 - 十字鍵 - L、R按鍵 - START按鍵 - SELECT按鍵 - HOME按鍵 - 類比滑墊（可360度控制） - 觸控式螢幕 - 音量滑桿 - 3D景深滑桿 - 無線通信開關 - 電源按鈕                                                                                   | - A、B、X、Y按鍵 - 十字鍵 - L、R按鍵 - START按鍵 - SELECT按鍵 - 觸控式螢幕 - 音量滑桿/按鈕 - 電源滑桿/按鈕                                                        | - A、B、X、Y按鍵 - 十字鍵 - L、R按鍵 - START按鍵 - SELECT按鍵 - 觸控式螢幕 - 音量滑桿/按鈕 - 電源滑桿/按鈕        | - A、B、X、Y按鍵 - 十字鍵 - L、R按鍵 - START按鍵 - SELECT按鍵 - 觸控式螢幕 - 音量滑桿/按鈕 - 電源滑桿/按鈕                                                               | - A、B、X、Y按鍵 - 十字鍵 - L、R按鍵 - START按鍵 - SELECT按鍵 - 觸控式螢幕 - 音量滑桿/按鈕 - 電源滑桿/按鈕                                                      |                                       |                                       |
| 輸入及通訊 | 內建802.11b/g、紅外線、3軸加速規、3軸陀螺儀、麥克風 | 內建802.11b/g、紅外線、3軸加速規、3軸陀螺儀、麥克風 | 內建802.11b/g、紅外線、3軸加速規、3軸陀螺儀、麥克風 | 內建802.11b/g、麥克風 | 內建802.11b/g、麥克風                                                                                             | 內建IEEE 802.11b（僅支援WEP）、麥克風 | 內建IEEE 802.11b（僅支援WEP）、麥克風 | 內建IEEE 802.11b（僅支援WEP）、麥克風 | 內建IEEE 802.11b（僅支援WEP）、麥克風 |
| 卡匣插槽   | 3DS/DSi/DS、SD | 3DS/DSi/DS、SD | 3DS/DSi/DS、SD | DSi/DS、SD | DSi/DS、SD | DS、Game Boy Advance | DS、Game Boy Advance |                                       |                                       |
| 儲存空間   | 內建2 GB NAND快閃記憶體（東芝 THGBM2G3P1FBAI8），可使用SD/SDHC/SDXC储存卡擴充（內附4GB記憶卡） | 內建2 GB NAND快閃記憶體（東芝 THGBM2G3P1FBAI8），可使用SD/SDHC/SDXC储存卡擴充（內附4GB記憶卡） | 內建2 GB NAND快閃記憶體（东芝 THGBM2G3P1FBAI8），可使用SD/SDHC/SDXC储存卡擴充（內附2GB記憶卡） | 內建256 MB NAND快閃記憶體，可使用SD/SDHC储存卡擴充 | 內建256 MB NAND快閃記憶體，可使用SD/SDHC储存卡擴充                                                                | 內建256 KB NAND快閃記憶體 | 內建256 KB NAND快閃記憶體 |                                       |                                       |
| 記憶體     | 128MB 富士通 MB82M8080-07L | 128MB 富士通 MB82M8080-07L | 128MB 富士通 MB82M8080-07L | 16 MB SRAM | 16 MB SRAM | 4 MB（中国大陆版iQue DS扩充至10 MB） SRAM，可使用Game Boy Advance插槽擴充                                                                                                | 4 MB（中国大陆版iQue DS扩充至10 MB） SRAM，可使用Game Boy Advance插槽擴充                                                                                       |                                       |                                       |
| 處理器     | Nintendo 1048 0H ARM（ARM1176JZ(F)-S） | Nintendo 1048 0H ARM（ARM1176JZ(F)-S） | Nintendo 1048 0H ARM（ARM1176JZ(F)-S） | 133 MHz ARM9 and 33 MHz ARM7 | 133 MHz ARM9 and 33 MHz ARM7                                                                                      | 67 MHz ARM9and 33 MHz ARM7 | 67 MHz ARM9and 33 MHz ARM7 |                                       |                                       |
| 圖形       | PICA200，由Digital Media Professionals（DMP）生產 | PICA200，由Digital Media Professionals（DMP）生產 | PICA200，由Digital Media Professionals（DMP）生產 | 任天堂自行研發 | 任天堂自行研發 | 任天堂自行研發 | 任天堂自行研發 |                                       |                                       |
| 遊戲卡匣   | 目前最大容量為8GB（8 Giga Byte，8192MB） | 目前最大容量為8GB（8 Giga Byte，8192MB） | 目前最大容量為8GB（8 Giga Byte，8192MB） | 目前最大容量為512MB（512 Mega Byte，512MB） | 目前最大容量為512MB（512 Mega Byte，512MB）                                                                       | 目前最大容量為512MB（512 Mega Byte，512MB） | 目前最大容量為512MB（512 Mega Byte，512MB） |                                       |                                       |
| 尺寸       | 寬144mm 深127mm 高20.3mm | 寬156mm 深93mm 高22mm | 寬134mm 深74mm 高21mm | 寬161mm 深91.4mm 高21.2mm | 寬137mm 深74.9mm 高18.9mm                                                                                         | 寬133mm 深73.9mm 高21.87mm | 寬148.7mm 深84.7mm 高28.9mm |                                       |                                       |
| 觸控筆     | 長96mm | 長96mm | 長71mm 伸長時長102mm 寬4.9mm | 長129.3mm 寬10mm （書寫型觸控筆） | 長92mm 寬4.9mm | 長87.5mm 寬4.9mm | 長75mm 寬4mm |                                       |                                       |
| 區域限制   | 3DS軟體分為日本、北美、歐澳、韓國、大中华、台港和中国大陆區域限制 | 3DS軟體分為日本、北美、歐澳、韓國、大中华、台港和中国大陆區域限制 | 3DS軟體分為日本、北美、歐澳、韓國、大中华、台港和中国大陆區域限制 | 包含任天堂DSi獨家功能的任天堂DS軟體和DSiWare有區域限制 | 包含任天堂DSi獨家功能的任天堂DS軟體和DSiWare有區域限制                                                            | 任天堂DS軟硬體皆無區域限制 | 任天堂DS軟硬體皆無區域限制 |                                       |                                       |
| 商品內容   | - 2DS 主機 1 部 - AC變壓器（WAP-002） 1 個 （與DSi、DSiLL用AC變壓器規格相同） - 2DS用觸控筆 1 支（已預先收在主機上） - 4GB SD記憶卡 1 個 - AR卡 6 張 - 使用說明書及保證書 1 份 | - 3DS LL/XL主機 1 部 - 3DS LL/XL主機專用充電座 1 個（澳洲版限定） - AC變壓器（WAP-002） 1 個 （與DSi、DSiLL用AC變壓器規格相同）（日本、歐洲版沒有附充電器） - 3DS LL/XL用觸控筆 1 支（已預先收在主機上） - 4GB SD記憶卡 1 個 （東芝公司所生產之產品，已預先收在主機上） - AR卡 6 張 - 使用說明書及保證書 1 份                                                          | - 3DS主機 1 部 - 3DS主機專用充電座 1 個 - AC變壓器（WAP-002） 1 個 （與DSi、DSiLL用AC變壓器規格相同） - 3DS專用觸控筆 1 支（已預先收在主機上） - 2GB SD記憶卡 1 個 （東芝公司所生產之產品，已預先收在主機上） - AR卡 6 張 - 使用說明書及保證書 1 份 | - DSiLL主機 1 部 - AC變壓器（WAP-002） 1 個 - DSiLL專用觸控筆 1 支 （已預先收在主機上） - DSiLL專用書寫型觸控筆 1 支 （無法收在主機上） - 使用說明書及保證書 1 份 | - DSi主機 1 部 - AC變壓器（WAP-002） 1 個 - DSi專用觸控筆 2 支 （1 支已預先收在主機上） - 使用說明書及保證書 1 份 | - DSL主機 1 部 - AC變壓器（USG-002） 1 個 - DSL專用觸控筆 2 支 （1 支已預先收在主機上） - GBA卡槽防塵蓋 （已預先收在主機上） - DSL專用白色吊繩 - 使用說明書及保證書 1 份 | - DS主機 1 部 - AC變壓器（NTR-002） 1 個 （與GBA SP用AC變壓器規格相同） - DS專用觸控筆 2 支 （1 支已預先收在主機上） - DS專用黑色吊繩 - 使用說明書及保證書 1 份 |                                       |                                       |
| 內建軟體   | - 安全使用說明 - 任天堂3DS相機 - 任天堂3DS音樂 - Mii工作室（日語） - 擦身通信Mii廣場（日語） - AR擴增實境遊戲 - 顏面射擊！ - 任天堂區域 - 回憶記錄本 - 下載通訊 - 系統設定 - 遊戲筆記本 - 好友記錄簿 - 訊息記錄表 - 網頁瀏覽器（以NetFront Browser架構為基礎的瀏覽器）【※】 - 任天堂電子商店【※】 - 不知不覺交換日記（日語）【※】 - 歐洲體育（PAL地區限定）【※】 - Netflix（北美版本限定）【※】 【※】較早出廠的3DS並不內建，需透過系統更新開放或自行下載 | - 任天堂DSi相機 - 任天堂DSi音樂 - 任天堂DSi商店 - 塗鴉聊天室 - 下載通訊 - 便攜筆記 - 任天堂DSi網頁瀏覽器 - 系統設定 - 明鏡國語：樂引辭典（日本限定） - 腦力強化訓練 理科篇（日本限定） - 腦力強化訓練 文科篇（日本限定） - 腦力強化訓練 數學篇（北美、歐洲/澳洲限定） - 腦力強化訓練 藝術與文學篇（北美、歐洲/澳洲限定） - 任天堂DSi時鐘 相片版（北美、歐洲/澳洲限定） | - 任天堂DSi相機 - 任天堂DSi音樂 - 任天堂DSi商店 - 塗鴉聊天室 - 下載通訊 - 便攜筆記【※】 - 網頁瀏覽器【※】 - 系統設定 【※】較早出廠的DSi並不內建，需自行下載                                                                                         | - 塗鴉聊天室 - 下載通訊 - 系統設定 | - 塗鴉聊天室 - 下載通訊 - 系統設定                                                                                | | |                                       |                                       |
| 機種       | 任天堂3DS | 任天堂3DS | 任天堂3DS | 任天堂DSi LL | 任天堂DSi | 任天堂DS Lite | 任天堂DS |                                       |                                       |

### 軟體相容性比較
| 軟體相容性           | 軟體相容性                 | 軟體相容性      | 軟體相容性 | 軟體相容性    | 軟體相容性 |
|                      | 任天堂3DS                  | 任天堂DSi LL/XL | 任天堂DSi  | 任天堂DS Lite | 任天堂DS   |
| -------------------- | -------------------------- | --------------- | ---------- | ------------- | ---------- |
| 3DS專用軟體/懷舊平台 |                            |                 |            |               |            |
| DSi專用軟體/DSiWare  |                            |                 |            |               |            |
| DS專用軟體           |                            |                 |            |               |            |
| GBA專用軟體          | 部分可在任天堂電子商店取得 |                 |            |               |            |

### 型號和官方周邊產品
| 型號         | 名稱                        | 備註 |
| ------------ | --------------------------- | --- |
| CTR-001      | 主機                        | 任天堂3DS主機。 |
| WAP-002      | AC變壓器                    | 任天堂DSi、任天堂DSi LL、任天堂Wi-Fi無線分享器、 任天堂3DS、任天堂3DS XL/LL、任天堂2DS所使用的AC變壓器。已經包含在商品內，可以在商店購買。 |
| CTR-003      | 3DS電池（1300mAh）          | 已經預先包含在主機內的電池，需要從任天堂官網購買。 |
| CTR-004      | 3DS觸控筆                   | 和其他任天堂DS系列主機的觸控筆款式不同。可以從70毫米伸長至102毫米，可收納在主機內。已經預先包含在主機內，需要從任天堂官網購買。 |
| CTR-005      | 3DS卡匣                     | 和DS的卡匣款式不同，顏色為白色，且設有防呆設計，無法使用在舊有DS系列主機上。 |
| CTR-006      | 3DS卡匣軟體盒               | 與軟體一同附屬的盒子，和DS的款式相同，但顏色為白色、盒子上有鏤空設計。 |
| CTR-007      | 3DS專用充電台               | 需連接AC變壓器使用。將主機放置於上即可充電，可以在商店購買。 |
| CTR-009      | 3DS專用擴張右類比滑墊       | 此為另外販賣（日本，2011年12月10日發售）。需要使用一顆4號鹼性電池（已預先附贈一顆）。 只有對應此功能的軟體才可使用（軟體盒上標示或官網名單）。 |
| CTR-010      | 3DS、3DS XL/LL主機支架      | 此為另外販賣（日本，2012年3月22日發售），此外在《新‧光神話 帕爾提娜之鏡》遊戲包裝中則直接附贈。可將主機放置至支架上使用遊玩，可摺疊收納。 |
| SPR-001      | 主機                        | 任天堂3DS XL/LL主機。 |
| SPR-003      | 3DS XL/LL電池（1750mAh）    | 已經預先包含在主機內的電池，可以從任天堂官網購買。 |
| SPR-004      | 3DS XL/LL觸控筆             | 和其他任天堂DS系列主機的觸控筆款式大体相同，可收納在主機內。已經預先包含在主機內，可以從任天堂官網購買。 |
| SPR-007      | 3DS XL/LL專用充電台         | 需連接AC變壓器使用。將主機放置於上即可充電，可以在商店購買 |
| SPR-009      | 3DS XL/LL專用擴張右類比滑墊 | 此為另外販賣（日本，2011年12月10日發售）。需要使用一顆4號鹼性電池（已預先附贈一顆）。 只有對應此功能的軟體才可使用（軟體盒上標示或官網名單）。 |
| FTR-001      | 主機                        | 任天堂2DS主機。 |
| RVL-020      | 512MB SD記憶卡              | 用來儲存資料、媒體、軟體等檔案。和市面販售的記憶卡功能相同，並沒有同捆於主機上。 |
| RVL-033      | 2GB SD記憶卡                | RVL-020的2GB版本。此非主機上所同捆的東芝2GB SD記憶卡。 |
| RVL-A-SD4    | 8GB SDHC記憶卡              | RVL-020的8GB版本。 |
| RVL-A-SD5    | 16GB SDHC記憶卡             | RVL-020的16GB版本。 |
| CX*-CTR-S-C0 | AR卡                        | 總共有六種、編號上會有「*」部分的差異。A：？符號、B：瑪利歐、C：林克、D：卡比、E：薩姆斯、F：皮克敏（日語）。已預先包含在商品內，可以在任天堂官網購買，或下載官網的PDF備份檔案列印。任天堂俱樂部有提供「等身大Mii大小AR卡」（約73公分×46公分），需要用點數交換。 |

## 主機顏色款式和相關版本

### 顏色款式
任天堂曾經在E3 2010上展示出多種顏色款式，包含黑色、藍色、紅色、綠色、橙色、紫色，最初發售的顏色版本為藍色和黑色。目前所有產品皆已停產。
- 水波藍（アクアブルー，Aqua Blue）：首發在日本地區
  - 日本地区：2011年2月26日[105]
  - 欧洲地区：2011年3月25日
  - 北美地区：2011年3月27日
- 宇宙黑（コスモブラック，Cosmo Black）：首發在日本地區
  - 日本地區：2011年2月26日
  - 欧洲地区：2011年3月25日
  - 北美地区：2011年3月27日
  - 韩国：2012年4月28日
- 烈焰紅（フレアレッド，Flame Red）：首發在日本地區 
  - 日本地區：2011年7月14日[106]
  - 欧洲地区：2011年9月30日（欧洲称为Metallic Red，金属红）
- 迷濛粉紅（ミスティピンク，Misty Pink）：首發在日本地區 
  - 日本地區：2011年10月20日[107]
  - 欧洲地区：2011年11月18日（欧洲称为Coral Pink，珊瑚粉）
  - 北美地区：2012年2月10日（北美称为Pearl Pink，珍珠粉）
  - 韩国：2012年4月28日
- 冰晶白（アイスホワイト，Ice White）：首發在日本地區 
  - 日本地區：2011年11月3日[108]
  - 欧洲地区：2011年11月17日
  - 韩国：2012年12月6日（《新超级马里奥兄弟2》同捆装）
- 豔鈷藍（コバルトブルー，Cobalt Blue）：首發在日本地區 
  - 日本地區：2012年3月22日[109]
  - 韩国：2012年4月28日
- 午夜紫（ミッドナイトパープル，Midnight Purple）：首發在北美地區 
  - 北美地区：2012年5月20日。[110]
- 晴空藍（/，Cerulean Blue/Light Blue）：首發在台港地區
  - 台港地区：2012年9月28日
  - 日本地區：2013年3月20日
- 珠光桃紅（/，Shimmer Pink/Gloss pink）：首發在台港地区 
  - 台港地区：2012年9月28日[2]
  - 日本地區：2013年3月20日
- 金属红（メタリックレッド，Metallic Red）：首發在日本地區
  - 日本地區：2013年6月13日[111]
- 纯白（Pure White）：首發在日本地區
  - 日本地區：2013年10月10日[112]
  - 台港地區：（初階版）（日文）
- 净黑（Clear Black）：首發在日本地區
  - 日本地區：2013年10月10日[112]

### 限定版
限定版通常是遊戲廠商隨著遊戲一同推出的主機套組，一般會包含遊戲軟體和限定特製的主機在內。另外還有透過抽獎活動、週年活動推出的限定版主機。
- 《NEW LOVE PLUS》同捆限定版（日本，2012年2月14日（原2011年12月8日）發售）：

1. NEW 愛花豪華組合
2. NEW 凜子豪華組合
3. NEW 寧寧豪華組合

三款不同的組合主機樣式也不同，黑色主機上有著各個女主角的圖案。而此外《NEW LOVE PLUS》同捆限定版有多種套組可選擇，其中有包含畫冊、特典等內容，限定於KONAMI Style上販賣，抽籤販賣。
- 《魔物獵人3G》同捆限定版（日本，2011年12月10日發售）[113]

《魔物獵人3G（日語）》的特仕樣盒裝同捆魔物獵人紅色圖紋樣式白色限定主機。
- 夏亞專用顏色同捆限定版（日本，2011年12月22日發售）

《SD鋼彈 G世代3D（日語）》的同捆超值盒內同捆夏亞圖案紅色限定主機。
- 一些瑪利歐的特製3DS（日本，任天堂俱樂部活動限定抽獎品）[114]

1. 瑪利歐款
2. 碧姬公主款
3. 奇諾比奧款

此為2011年10月1日至2012年1月15日的任天堂俱樂部活動限定抽獎品，總計三種款式各1000名，在期間中登錄兩款遊戲內所附含的任天堂俱樂部點數即可獲得一次抽獎次數，最高單個帳號可獲得五次抽獎次數。此外，凡是有參加本活動的帳號，於2011年12月21日起、可領取《3D經典 光神話 帕爾提娜之鏡》的下載序號。
- 《薩爾達傳說》25週年限定版（北美，2011年11月24日發售、歐洲，2011年11月25日發售、日本，2011年12月5日發售）[115]

因應《薩爾達傳說》系列25週年所推出的紀念版本，按鍵和滑鈕上的字、以及主機上金屬的部份都會替換成金色，主機上有著金色海拉爾王國紋章的特別圖案，限定於任天堂官方網路商店上販賣。
- 《潛龍諜影：食蛇者 3D》同捆限定版（日本，2012年3月8日發售）[116]

「METAL GEAR SOLID SNAKE EATER 3D PREMIUM PACKAGE」包裝內同捆特製蛇皮樣式黑色限定主機，限定於KONAMI Style上販賣，抽籤販賣。
- 快樂快樂月刊金色快樂龍限定版（日本，快樂快樂月刊限定抽獎品）[117]

此為2012年4月15日至2012年5月14日的日本快樂快樂月刊35週年活動限定抽獎品，總計100名。黑色的主機上面含有金色的快樂龍的特別圖案。
- 《王國之心 3D ［Dream Drop Distance］》同捆限定版（日本，2012年3月29日發售）[118]

「KINGDOM HEARTS 3D［Dream Drop Distance］KINGDOM HEARTS EDITION」包裝內同捆王國之心圖紋樣式黑色限定主機。
- 《火焰之纹章：觉醒》特別包（日本，2012年4月19日發售、北美，2013年2月4日發售）[119]

「ファイアーエムブレム 覚醒 スペシャルパック」包裝內同捆聖火降魔錄圖紋樣式深藍色限定主機，並外加限定樣式電子商店1000日圓點數卡，限定於任天堂官方網路商店上販賣。
- 《勇者鬥惡龍 怪獸仙境 泰瑞的仙境 3D》特別包（日本，2012年5月31日發售）[120]

「ドラゴンクエストモンスターズ テリーのワンダーランド3Dスペシャルパック」包裝內同捆水藍色史萊姆圖案樣式白色限定主機。
- 《哆啦A梦 大雄的数字大冒险》限定版（台湾，2013年9月3日）[121]

「哆啦A梦 大雄的数字大冒险」繁体中文版的抽奖活动奖品，哆啦A梦圖案樣式晴空蓝色限定主機。
- 《怪物猎人4》同捆限定版（日本，2013年11月7日發售）[122]

《怪物猎人4》的特仕樣盒裝同捆黑蚀龙白色剪影樣式晴空蓝色限定主機。

## 衍生机型

### 任天堂3DS LL/XL
任天堂3DS LL/XL（英文：Nintendo 3DS LL/XL），是任天堂於2012年6月22日舉辦的「Nintendo Direct 2012.6.22」網路發表會上公布，最大特色為雙螢幕尺寸從既有3DS的3.53 吋/3.02吋，加大為4.88 吋/4.18吋。而其他包含的更改還有增加少許的續航力、外型更為圓滑、上螢幕的周圍不再使用黑色面板、耳機孔移到左方、更長的觸控筆等等，解析度和功能上則無任何差異。
日本版的3DS LL主机不附带AC變壓充电器，用户需自行购买，亦可直接使用任天堂3DS和任天堂DSi（LL）的充电器；其他地区发行的3DS XL主机则均有附带充电器。此外，附带配件中的SD卡，规格从任天堂3DS附带的2GB提升4GB。为了配合日本地区3DS LL主机的上市，任天堂在上市当天發售了《新超级马里奥兄弟2》和《脑科学专家川岛隆太博士监修 突破极限 脑的5分钟魔鬼锻炼》两款游戏。任天堂3DS LL/XL與任天堂3DS並行發售，用戶可以自行決定購買何種版本。

#### 顏色款式
- 純白色（ホワイト，WHITE）
  - 日本地區：2012年7月28日[123]
  - 台港地區：2012年9月28日
  - 欧洲地区：2013年2月8日
- 紅黑色（レッド×ブラック，RED×BLACK）
  - 日本、歐洲地區：2012年7月28日
  - 北美地區:  2012年8月19日
  - 台港地區：2014年11月21日
- 銀黑色（シルバー×ブラック，SILVER×BLACK）
  - 日本、歐洲地區：2012年7月28日
- 藍黑色（ブルー×ブラック，BLUE×BLACK）
  - 歐洲地區：2012年7月28日[124]
  - 北美地區: 2012年8月19日
  - 台港地區：2012年9月28日
  - 日本地區：2012年10月11日
  - 韩国地区：2014年1月16日
- 粉紅白色 （ピンク×ホワイト，PINK×WHITE）
  - 日本地區：2012年9月27日
  - 北美地區: 2013年2月
  - 韩国地区：2014年4月17日
- 純黑色（ブラック，BLACK）
  - 日本地區：2012年11月1日[125]
  - 北美地区：2013年8月11日
  - 欧洲地区：2013年8月
- 马力欧 白
  - 中国大陆地区：2012年12月1日
  - 东南亚/北美地区：2014年
- 马力欧 银
  - 中国大陆地区：2012年12月1日
- 薄荷白色 （ミント×ホワイト，MINT×WHITE）
  - 日本地區：2012年4月18日
- 粉红（Pink）
  - 欧洲地区：2013年5月31日

#### 限定版
- 皮卡丘黄
  - 2012年9月15日于日本的宝可梦中心（即精灵宝可梦相关商品的专卖店）限量发售。
  - 欧洲地区：2012年12月7日
  - 韩国地区：2012年12月13日[126]
  - 北美地区：2013年3月24日
- 《来吧！动物之森》限定版
  - 日本地区：2012年11月8日
  - 韩国地区：2013年2月7日
  - 北美地区：2013年6月9日
  - 欧洲地区：2013年6月14日
- 《新超级马里奥兄弟2》限定版
  - 日本地区：2012年11月15日
  - 韩国地区：2014年8月28日
- 喷火龙版
  - 日本地区：2012年12月15日（第一次販售:抽籤限定）、2013年2月9日（第二次販售:超喜歡神奇寶貝俱樂部網站限定販售）
- 马力欧 红金
  - 中国大陆地区：2012年12月1日
- 《超级机器人大战UX》限定版
  - 日本地区：2013年3月14日
- 《朋友聚会：新生活》限定版
  - 日本地区：2013年4月18日
- 《火焰之纹章：觉醒》限定版
  - 欧洲地区：2013年4月19日
- 《真·女神转生IV》限定版
  - 日本地区：2013年5月23日
- 《迪士尼魔法城堡：我的快乐生活》限定版
  - 日本地区：2013年7月11日
  - 北美地区：2014年4月11日
- 路易吉30周年纪念版
  - 日本地区：2013年7月18日（内附《马力欧与路易吉RPG4》）
  - 欧洲地区：预计2013年11月
- 伊布版（口袋妖怪中心15周年限定纪念版）
  - 日本地区：2013年6月22日-7月7日
- 《怪物猎人4》限定版
  - 日本地区：2013年9月14日（两种限定样式）
- 《精灵宝可梦 X·Y》限定版
  - 北美地区：2013年9月27日（两种限定样式:蓝色&红色）
  - 欧洲地区：2013年9月27日（同北美地区）
  - 日本地区：2013年10月12日（两种限定样式:蓝色&金色；其中金色仅在口袋妖怪中心贩售）
- 《海贼王：无尽世界 红》限定版
  - 日本地区：2013年11月21日（两种限定样式:路飞(黑色)&乔巴(粉色)）
- 《塞尔达传说 众神的三角力量2》限定版
  - 北美地区：2013年11月22日
  - 欧洲地区：2013年11月22日
  - 日本地区：2013年12月26日
  - 韩国地区：2014年6月21日
- 橙色 x 黑色 (ORANGE×BLACK)
  - 日本地区：2013年11月28日
- 綠松色 x 黑色 (TURQUOISE×BLACK)
  - 日本地区：2013年11月28日
- 《瑪利歐與路易吉RPG4 夢境冒險》限定版
  - 北美地区：2013年12月4日
- 《勇者斗恶龙怪兽篇2 伊尔与路卡不可思议的钥匙》限定版
  - 日本地区：2014年2月6日
- 《新耀西岛》限定版
  - 北美地区：2014年3月14日
  - 欧洲地区：2014年3月14日
- 《怪物猎人4》金狮子限定版
  - 日本地区：2014年3月27日
- 《New LovePlus +》限定版
  - 日本地区：2014年3月27日
  - 三种限定样式:愛花(藍色)、凜子(綠色)、寧寧(粉色)
- Pokemon Club限定版
  - 日本地区：2014年4月（抽奖）
- 《女神异闻录Q 迷宫暗影》限定版
  - 日本地区：2014年6月5日
  - 韩国地区：2014年10月23日
  - 北美地区：2014年11月25日
- 《妖怪手錶》主题限定版
  - 日本地区：2014年7月10日
- 《任天堂明星大亂鬥3DS》限定版
  - 北美地區：2014年9月19日（紅／藍色，無内建《任天堂明星大亂鬥3DS》遊戲）
  - 歐洲地區：2014年10月3日 （紅色，内建《任天堂明星大亂鬥3DS》遊戲）
- NES限定版
  - 北美地区：2014年10月10日

### 任天堂2DS
任天堂2DS（英語：Nintendo 2DS）是继任天堂3DS LL/XL之后的第二款任天堂3DS衍生机型，2013年8月28日公布。任天堂2DS最大的特点是取消了自任天堂DS以来一直保持的翻盖设计而采用了回归Game Boy系列的直板外形；为了削减成本，任天堂2DS取消了3DS系列主机的最大卖点——裸眼3D显示技术，且直接采用一块大触摸屏幕来显示原先3DS的两个屏幕中的内容（为了实现双屏效果，任天堂2DS用塑料板遮挡了一部分屏幕，且不会对上屏部分感应到的触摸动作进行反应）。任天堂2DS是3DS系列主机的入门级型号，目标人群指向低龄玩家。

## 主機遊戲
最暢銷的任天堂3DS遊戲列表
任天堂3DS可以运行3DS遊戲、3DS下載軟體、Virtual Console、DS遊戲、DSi Ware等相關遊戲。

### Virtual Console
2010年9月29日任天堂在发表会上宣布将会在3DS上通过Virtual Console提供Game Boy、Game Boy Color游戏以及3D化“经典游戏”。在2011年游戏开发者大会上，任天堂宣布PC Engine和Game Gear游戏也将登陆Virtual Console。玩家可以直接使用现金结算系统，而不是仅通过用于Wii和DSi的点数系统在任天堂电子商店消费。这一功能在2011年6月6日于北美、6月7日于日本和欧洲通过系统更新实现。

### 向后兼容性
除了自身平台的游戏软件，任天堂3DS同样向后兼容任天堂DS游戏（含DSi游戏）。但是和任天堂DSi一样，任天堂3DS无法兼容需要使用Game Boy Advance端口的DS游戏。任天堂DS和DSi游戏不能在3DS上实现3D显示。由于3DS屏幕分辨率大于DS，DS画面需要在3DS上拉伸放大显示。不过，如果用户在启动时按住START或SELECT键，游戏则会使用DS原生分辨率显示，但画面会变小，四周出现黑框。在3DS XL上使用该法则能出现与DS游戏原始大小相近的画面，不会如3DS一般使画面缩小。

## 大使方案
「大使方案」是任天堂社長岩田聰因2011年7月28日突然宣布3DS主機售价大幅下调，為了向先前購買主機的玩家表示歉意並感謝支持，所推出的補償方案。只要在日本時間2011年8月10日23點59分以前，登錄過「任天堂電子商店」的用戶皆可成為此方案參加者。
此方案推出懷舊平台FC遊戲機和Game Boy Advance遊戲各十款，其中GBA遊戲為非賣品、為此方案參加者限定。另外，此方案參加者需從「任天堂電子商店」裡的已購買軟體此選項中下載遊戲，另可下載「大使方案登錄証」，用於接收有關此方案的新消息。十款FC游戏从2011年9月1日開始提供，十款GBA游戏于2011年12月16日開始提供。
FC遊戲（先行下載版，日後可下載有完全懷舊平台功能的正式版）：
- 《超级马里奥兄弟》
- 《大金剛Jr.》
- 《氣球大戰》
- 《敲冰塊》
- 《薩爾達傳說》
- 《拆屋工》
- 《马力欧高尔夫公开赛》
- 《耀西的蛋》
- 《銀河戰士》
- 《林克的冒險》

Game Boy Advance遊戲（大使方案參加者限定，非賣品）：
- 《F-Zero GBA版（英语：F-Zero: Maximum Velocity）》
- 《超級瑪利歐Advance3：耀西島+瑪利歐兄弟》
- 《薩爾達傳說 不可思議的帽子》
- 《火焰之纹章 圣魔之光石》
- 《星之卡比 鏡之大迷宮》
- 《瑪利歐賽車Advance》
- 《银河战士 融合》
- 《瓦力欧制造》
- 《瑪利歐vs.大金剛》
- 《瓦利歐樂園Advance》

## 系統更新
3DS可通过主機設定內的系統更新，來新增更多功能、服務或修正錯誤。日本版首發3DS出廠時的版本編號是「1.1.0 - 0J型」。更新時請勿關閉主機電源或切斷無線網路，另外更新後也將無法復原。系统更新历史详见任天堂3DS系统软件。

## 健康風險
任天堂已公開聲明3D模式並不適合六歲以下的兒童使用，可能會因此損害視力。任天堂建議幼童使用者可使用2D模式，而美國視力檢測協會（American Optometric Association）則指出遊玩適量的3D遊戲並不會造成兒童視力的損傷。任天堂也在遊戲機上加入了家長控制功能，需要輸入密碼才能開啟裸視3D效果。

## 法律纠纷
2011年，前索尼雇员富田诚次郎状告任天堂3DS侵犯其关于裸眼3D显示技术的专利；2013年2月，美国纽约地方法院宣告任天堂侵权成立，判决任天堂须向富田诚次郎赔偿3,020万美元。任天堂方面不服上诉；2013年12月，地方法院再次宣判任天堂败诉，并由原先的3,020万美元的赔偿金改为收取每一台3DS的成本批发价格中1.82%作为赔偿金直至3DS停止生产。
訴訟時隔多年，任天堂「3DS裸視3D技術侵權案」，美國紐約聯邦地方法院最终于2016年4月25日作出裁決，宣判本次「3DS侵權案」並非事實，全案由任天堂勝訴，無須賠償相關的專利費用。任天堂表示，本案判決代表著聯邦法院認定該公司的主張、並作出了適當的判決。

## 備註
1. ↑  CAPCOM是以《魔物獵人3G》的100萬出貨量當做銷量突破百萬。[50]
2. ↑  少部分的功能特色並未詳細描述或列出，請參考實際情況。
3. ↑  DS和DSi的上下螢幕解析度皆為256x192px，而3DS的上螢幕解析度為800x240px，下螢幕為320x240px；DS和DSi的可顯色數為18位元（約為26萬色），而3DS則是24位元（約為1677萬色）
4. ↑  只有使用3DS專用軟體時才會有3D功能。在3DS上使用DS專用軟體、DSi專用軟體和DSiWare時將會是2D模式。
5. ↑  初期的主機需要透過系統更新新增任天堂電子商店來對應和取得。
6. ↑  一些需要使用透過GBA插入口的外部周邊之DS專用軟體無法在3DS、DSi、DSiLL/XL上使用。
7. ↑  GBA專用軟體只能在任天堂電子商店上取得（目前僅限有大使方案資格的用戶可取得GBA懷舊平台遊戲），實體的卡匣則無法使用。
8. ↑  3DS可利用系統更新的方式來增加更多新功能，例如：任天堂電子商店、3D攝影等等。
9. ↑  日本版分區編號為「J」、北美版為「U」、歐澳版為「E」、韓國版為「K」、台港地區為「T」、中国大陆地区为“C”。

## 資料來源
1. ↑  官方新聞稿︰http://www.nintendo.co.jp/ir/pdf/2010/100929.pdf （页面存档备份，存于）
2. 1 2  N3DS 與 N3DS XL 主機 9 月 28 日正式登台 首波將同步推出 5 款中文化遊戲 （页面存档备份，存于）任天堂溥天股份有限公司
3. ↑  . 任天堂.   [2020-11-05]. （原始内容存档于2018-09-21）.
4. ↑  2012年1月27日（金）経営方針説明会 / 第3四半期決算説明会 任天堂株式会社 社長 岩田聡 講演内容全文 P.4 （页面存档备份，存于）Nintendo
5. ↑  Eurosport available on Nintendo 3DS - http://www.nintendo.co.uk/NOE/en_GB/news/2011/nintendo_partners_with_eurosport_to_release_3d_video_content_47136.html
6. 1 2  ニンテンドー3DS用サービス 『いつの間にテレビ』終了のお知らせ （页面存档备份，存于）Nintendo
7. ↑  .   [2017-12-10]. （原始内容存档于2017-11-15）.
8. 1 2   (PDF) (新闻稿). 京都: Nintendo. 2010-03-23  [2010-03-23]. （原始内容存档 (PDF)于2019-09-11）.
9. ↑  .   [2011-01-12]. （原始内容存档于2012-02-13）. Miyamoto: I suppose so. To go way back, I even made a 3D Famicom game on disk that you played wearing goggles. We made that with you, Iwata-san. Iwata: Right, right! The first work Miyamoto-san and I did together was a racing game for the Family Computer Disk System that you played wearing goggles. [...] A game called Famicom Grand Prix II: 3D Hot Rally.
10. ↑  Blake Snow. . GamePro. 2007-05-04  [2007-11-25]. （原始内容存档于2008-09-05）.
11. ↑  Game Over: How Nintendo Zapped an American Industry, Captured Your Dollars, and Enslaved Your Children by David Sheff, 1993, Random House.
12. ↑  .   [2011-01-12]. （原始内容存档于2012-02-13）. Iwata: Virtual Boy was, I think, a commercial failure. Normally, I think it would have been understandable if Nintendo experienced a kind of trauma with regard to the whole 3D genre. But Nintendo continued to doggedly make attempts in 3D technology. And you could say that those attempts have now finally borne fruit. I feel like that is an interesting progression of topicsyay.
13. ↑  .   [2011-01-12]. （原始内容存档于2012-02-13）. Miyamoto: At the time, as I was working on the Nintendo 64 system, part of me thought we should use wire frames to render 3D graphics, but I also thought that wire frame images weren't terribly appealing. [...] If nothing but wire-frame fighter craft had appeared and Mario and other beloved characters had never shown up, that would be a little sad. But if you only changed the depth of a 2D image of Mario, it wouldn't bring out the real appeal of Virtual Boy. So the Virtual Boy system was a complicated affair. [...] Virtual Boy had two big tasks to accomplish, and it went out into the world without satisfying either one. It's not so much that the machine itself was wrong as a product, but that we were wrong in how we portrayed it.
14. ↑  . Kotaku.   [2012-06-10]. （原始内容存档于2018-11-20）.
15. ↑  .   [2011-01-11]. （原始内容存档于2012-02-13）. Iwata: To go back a little further, the Nintendo GameCube system actually had 3D-compatible circuitry built in [...] Itoi: Nintendo GameCube did? And all the Nintendo GameCube systems around the world? Iwata: Yeah. If you fit it with a certain accessory, it could display 3D images.
16. ↑  .   [2011-01-12]. （原始内容存档于2012-02-13）. Iwata: We couldn't have done it without selling it for a price far above that of the Nintendo GameCube system itself! We already had a game for it, though – Luigi's Mansion, simultaneously released with Nintendo GameCube Device.
17. ↑  .   [2011-01-12]. （原始内容存档于2012-02-13）. Iwata:For example, a sample screen used in the Nintendo 3DS to illustrate how you can see three-dimensional images without special glasses was functioning on the Game Boy Advance SP system.
18. ↑  .   [2011-01-12]. （原始内容存档于2012-02-13）. Iwata: [...] But the resolution of LCD was low then, so it didn't look that great and it never made it to being a product. In order to make images look three-dimensional without special glasses [...] you need high resolution and high-precision technology. We didn't have that to a sufficient degree back then, so the stereoscopic effect wasn't very sharp.
19. ↑  .   [2011-01-12]. （原始内容存档于2012-02-13）. Miyamoto: When we were making Shigureden, Yamauchi-san expressed his earnest hope that we could make something "jump out."
20. ↑  .   [2011-01-12]. （原始内容存档于2012-02-13）. Miyamoto: We got pretty far along with regard to the methodology, but didn't have enough time to develop it and gave up. But we did get to do a lot of research with regard to the liquid crystal and other matters involved.
21. ↑  Valich, Theo. . Bright Side of News*. Bright Side Network. 2009-10-13  [2010-04-04]. （原始内容存档于2020-05-02）. Currently, we have no information what exact chip is being used [just that nVidia won the contract], but with the debut set for February 2010, the second generation of Tegra chips could make an excellent base [to be launched at Mobile World Congress in Barcelona].
22. ↑  Harding, Robin. . Financial Times. Tokyo, Japan. 2009-10-30  [2010-04-04]. （原始内容存档于2016-03-03）. In reality, if we did this it would increase the cost of the hardware, and customers would complain about Nintendo putting prices up, but it is one option for the future.
23. ↑  Totilo, Stephen. . The New York Times (The New York Times Company). 2004-05-13  [2010-04-04]. （原始内容存档于2021-02-05）. To keep costs down, Mr. Miyamoto said, some features were left out of the DS. Maybe next time, he said, he will be able to include a tilt sensor for gyroscopic control.
24. ↑  Ashcraft, Brian. . Kotaku. Gawker Media. 2010-02-02  [2010-04-04]. （原始内容存档于2018-10-04）. The exec went on to address the issue with the Asahi Shimbun, asserting that the reporter stated, 'The graphics for the next DS will be highly detailed and it will contain a motion sensor, right?' Iwata claims he then replied, 'Those things are naturally being required. But do you think it would sell with just that?' Iwata emphasized that this last part was left completely out.
25. ↑  Ingham, Tim. . CVG. Future Publishing. 2010-02-16  [2010-04-04]. （原始内容存档于2014-12-07）. Any kind of March announcement wouldn't fit with the timeline I understand the second DS to be on,' he added.
26. ↑  . CNBC. 2010-03-29  [2010-04-03]. （原始内容存档于2011-06-11）. 'Apparently, the Japanese press was all over it and talked with suppliers there and Nintendo just wanted to get out ahead by breaking the news to prevent a leak,' says Billy Pigeon, senior analyst with M2 Research.
27. ↑  Predy, Logan. . Game Usagi. 2010-05-17  [2010-05-18]. （原始内容存档于2012-04-26）. For their '3D Control Stick' Nintendo has decided to go for something much more akin to the 'control nub' on the PSP systems.
28. ↑  Harris, Craig. . IGN. 2010-06-04  [2010-06-06]. （原始内容存档于2011-01-26）.
29. ↑  3DS版《刺客信条：失落的遗产3D》取消开发 （页面存档备份，存于），电玩巴士
30. ↑  Nintendo 3DS – Games at Nintendo （页面存档备份，存于） Nintendo of America Inc.
31. ↑  . IGN. 2010-03-29  [2010-06-18]. （原始内容存档于2012-03-08）.
32. ↑  Towell, Justin. . GamesRadar UK. 2010-08-23  [2010-08-25]. （原始内容存档于2021-02-05）.
33. ↑  . WiiNintendo. 2010-09-29  [2010-09-29]. （原始内容存档于2011-01-07）.
34. ↑  . WiiNintendo. 2010-09-29  [2010-09-29]. （原始内容存档于2011-07-24）.
35. ↑  Nintendo 3DS Preview Event （页面存档备份，存于） Nintendo of Europe
36. ↑  Nintendo allowing retailers to set 3DS price in Europe. Good luck if you have a pre-order （页面存档备份，存于） Nintendo 3DS News at GamesRadar
37. ↑  Interactive, Disney. . Amazon.co.uk.   [2011-11-01]. （原始内容存档于2020-06-28）.
38. ↑  . Nintendo.   [2011-02-06].[永久]
39. ↑  Matt Peckham. . PC World. 2011-02-28  [2011-02-28]. （原始内容存档于2012-05-08）.
40. ↑  . 17173.com. 2011-01-08  [2013-09-03]. （原始内容存档于2021-02-05）.
41. ↑  . 4Gamer.net. 2011-02-27  [2011-03-14]. （原始内容存档于2015-05-13）.
42. ↑  Tor Thorsen. . GameSpot. 2011-03-29  [2011-03-29]. （原始内容存档于2011-04-01）.
43. ↑   (新闻稿). Nintendo. 2011-03-14  [2011-03-14]. （原始内容存档于2011-04-18）.
44. ↑  Cliff Edwards. . Bloomberg L.P. 2011-04-15  [2011-04-20]. （原始内容存档于2013-12-29）.
45. ↑  . Computer and Video Games. 2011-04-01  [2011-04-01]. （原始内容存档于2014-12-29）.
46. ↑  Ramsay, Randolph. . Gamespot.com. 2011-04-25  [2011-11-01]. （原始内容存档于2021-11-03）.
47. ↑  . AllAbout. 2011-04-11  [2011-06-19]. （原始内容存档于2022-11-20）.
48. ↑  ニンテンドー3DSを価格改定前にご購入されたみなさまへ （页面存档备份，存于）Nintendo
49. 1 2 3  ニンテンドー3DS｜ニンテンドー3DS アンバサダー・プログラム （页面存档备份，存于）Nintendo
50. ↑  《魔物獵人 3 G》推出 10 日出貨突破百萬套大關 （页面存档备份，存于）GNN新聞
51. ↑  ニンテンドー3DSの国内累計販売台数が400万台を突破 （页面存档备份，存于）ファミ通
52. ↑  Nintendo enhances expected loss; 15 million 3DS units sold since launch （页面存档备份，存于）Joystiq
53. ↑  ゲーム機で月間最多販売に　任天堂の「３ＤＳ」　昨年１２月１４９万台 （页面存档备份，存于）MSN産経ニュース
54. ↑  ニンテンドー3DSの国内累計販売台数が600万台を突破 （页面存档备份，存于）ファミ通
55. ↑  任天堂正式發表大螢幕版 N3DS 主機「N3DS LL」 預定 7 月 28 日推出 （页面存档备份，存于）巴哈姆特GNN
56. ↑  ニンテンドー3DS LL （页面存档备份，存于）Nintendo
57. ↑  . 巴哈姆特. 2013-01-08  [2013-01-09]. （原始内容存档于2019-05-14）.
58. ↑  . 电玩巴士. 2013-01-09  [2013-01-09]. （原始内容存档于2021-02-05）.
59. ↑  2013年3月24日-30日的全球销量统计 （页面存档备份，存于），VGChartz
60. ↑  任天堂将于北美和欧洲推出2DS 售价更低廉 （页面存档备份，存于），电玩巴士
61. ↑  2013年12月8日-14日的全球销量统计 （页面存档备份，存于），VGChartz
62. ↑  ニンテンドー3DSの国内累計販売台数が1500万台を突破！ （页面存档备份，存于），Fami通
63. ↑  Newニンテンドー3DS （页面存档备份，存于）.任天堂.[2014-08-29].
64. ↑  N3DS 與 N3DS XL 主機 9 月 28 日正式登台 首波將同步推出 5 款中文化遊戲 （页面存档备份，存于），任天堂溥天股份有限公司
65. ↑  http://gnn.gamer.com.tw/7/54587.html （页面存档备份，存于） 生女當如薩爾達！老牌影星羅賓威廉斯感性代言《薩爾達傳說》廣告
66. ↑   （页面存档备份，存于）Nintendo
67. ↑  台灣任天堂官網 S.H.E 代言現身 N3DS 新作遊戲體驗會 12 月初登場 （页面存档备份，存于），巴哈姆特电玩资讯站
68. ↑  . ITmedia. 2020-09-17  [2020-09-18]. （原始内容存档于2021-02-05） （日语）.
69. 1 2  . Yahoo Japan. 2020-09-17  [2020-09-18]. （原始内容存档于2020-09-23） （日语）.
70. ↑  ニンテンドー3DSの新色“ミスティピンク”が2011年10月20日に発売決定、本体更新情報も （页面存档备份，存于）ファミ通.com
71. ↑  Nintendo 3DS Update Coming to Europe November 4 （页面存档备份，存于） Nintendo Report
72. ↑  Nintendo Direct Pre E3 2012 （页面存档备份，存于）Nintendo
73. ↑  2012年4月27日（金）決算説明会 任天堂株式会社 社長 岩田聡 （页面存档备份，存于）Nintendo
74. ↑  ゲームギアが3DSのVC参入！ まずは『コラムス』『GG忍』など5作 （页面存档备份，存于）電撃オンライン
75. ↑  岩田聡 GDC講演内容｜Nintendo （页面存档备份，存于）Nintendo
76. ↑  .   [2011-03-27]. （原始内容存档于2021-02-05）.
77. ↑  E3 2010 Nintendo 3DS Unveiled （页面存档备份，存于） CNET
78. ↑  新・光神話 パルテナの鏡：オリジナル3Dアニメーション情報 （页面存档备份，存于）Nintendo
79. ↑  .   [2011-02-27]. （原始内容存档于2011-04-06）.
80. ↑  .   [2011-02-27]. （原始内容存档于2020-09-15）.
81. ↑  Pereira, Chris. . 1UP.com. UGO Entertainment. 2010-06-21  [2010-07-16]. （原始内容存档于2012-05-30）.
82. 1 2 3   (PDF). nintendo.co.jp. 2010-09-29  [2010-09-29]. （原始内容存档 (PDF)于2011-06-29）.
83. ↑  . Nintendo.   [2013-05-15].[永久]. Nintendo.   [2013-05-15].[永久]
84. ↑  . Nintendo. 2011-01-08  [2011-01-08]. （原始内容存档于2011-01-09）.
85. ↑  .   [2010-09-28]. （原始内容存档于2018-12-16）.
86. ↑  .   [2010-06-23]. （原始内容存档于2017-11-25）.
87. ↑   (PDF). nintendo.co.jp. 2010-09-29  [2010-09-29]. （原始内容存档 (PDF)于2011-06-29）.
88. ↑   (PDF).   [2011-02-22]. （原始内容存档 (PDF)于2021-02-05）.
89. ↑  . Nintendo - Customer Service.   [2011-02-22]. （原始内容存档于2021-02-05）.
90. 1 2  . Kotaku.   [2010-06-18]. （原始内容存档于2019-01-02）.
91. 1 2  Nintendo 3DS teardown （页面存档备份，存于）, iFixit
92. ↑  . andriasang.   [2012-07-07]. （原始内容存档于2013-01-20）.
93. ↑  .   [2011-02-22]. （原始内容存档于2010-11-20）.
94. ↑  ARM 內核的授權與應用－ARM1176JZ(F)-S維基百科
95. ↑  .   [2011-02-22]. （原始内容存档于2017-06-14）.
96. ↑  . Eurogamer Network Ltd.   [2011-02-22]. （原始内容存档于2021-02-05）.
97. ↑  . Digital Media Professionals.   [2011-04-15]. （原始内容存档于2011-05-13）.
98. ↑   (PDF). Digital Media Professionals.   [2012-01-19]. （原始内容 (PDF)存档于2011-12-30）.
99. ↑  . Nintendo Life.   [2011-09-11]. （原始内容存档于2012-01-16）.
100. ↑  . 新浪.   [2011-09-11]. （原始内容存档于2012-01-18）.
101. ↑  . IGN.   [2011-02-22]. （原始内容存档于2011-11-25）.
102. ↑  .   [2011-02-22]. （原始内容存档于2009-04-11）.
103. ↑  Software Compatibility Chart （页面存档备份，存于） Nintendo
104. ↑  Nintendo 3DS brings a dimensional shift to the world of entertainment on March 25[永久] Nintendo of Europe
105. ↑  任天堂水藍色3DS 將會停產，要快快買一部紀念嗎？ （页面存档备份，存于）.2012-05-12.Engadget中文版.[2013-05-15]
106. ↑  ニンテンドー3DSに新色「フレアレッド」追加  （页面存档备份，存于）Nintendo
107. ↑  ニュースリリース「ニンテンドー3DSに新色「ミスティピンク」を追加」 （页面存档备份，存于）Nintendo
108. ↑  ニンテンドー3DSに新色「アイスホワイト」を追加 （页面存档备份，存于）Nintendo
109. ↑  ニンテンドー3DSに新色「コバルトブルー」を追加 （页面存档备份，存于）Nintendo
110. ↑  Nintendo 3DS Gets a Royal New Color on May 20: Midnight Purple （页面存档备份，存于）Nintendo
111. ↑  ニンテンドー3DSに新色「メタリックレッド」を追加 （页面存档备份，存于）Nintendo
112. 1 2  ニンテンドー3DS新色（ピュアホワイト、クリアブラック）と“Wii U　すぐに遊べるファミリープレミアムセット”が発売決定 （页面存档备份，存于）ファミ通
113. ↑  ハンター垂涎！オリジナルデザイン仕様のニンテンドー3DS！ （页面存档备份，存于）ファミ通
114. ↑  ニンテンドー3DS｜ちょっとマリオなニンテンドー3DS｜Nintendo （页面存档备份，存于）Nintendo Club
115. ↑  ゼルダの伝説　25周年キャンペーン：ニンテンドー3DS ゼルダの伝説25周年エディション （页面存档备份，存于）Nintendo
116. ↑  「MGS SNAKE EATER 3D」，蛇柄仕様の3DS本体を同梱した「METAL GEAR SOLID SNAKE EATER 3D PREMIUM PACKAGE」の予約受付が本日開始 （页面存档备份，存于）4Gamer
117. ↑  『35周年コロコロ3DS』詳細・AGE表紙から消える・3DS『真・三国無双VS』・3DSグッズ （页面存档备份，存于）【次世代ゲーム猫】NG Game Cats！
118. ↑  「KINGDOM HEARTS 3D［Dream Drop Distance］」の発売日が3月29日に決定。ゲームソフトと3DS本体のセットや，“10周年記念BOX”も同時発売 （页面存档备份，存于）4Gamer
119. ↑  ニンテンドー3DSの本体とソフトのパック商品3種を発売 （页面存档备份，存于）Nintendo
120. ↑  《勇者鬥惡龍 怪獸仙境 泰瑞的仙境 3D》發售日確定 推出同梱 N3DS 主機 （页面存档备份，存于）巴哈姆特GNN新聞
121. ↑  买台版《哆啦a梦》新作即可参与3DS限定版抽奖 （页面存档备份，存于）.2013-08-08.太平洋游戏网.[2013-08-09].
122. ↑  特別仕様のニンテンドー3DSと、ダウンロード版ソフトがセットになった特別パックです。[数量限定]2013.11.7（木）発売 19,800円（税込） （页面存档备份，存于）任天堂
123. ↑  .   [2012-06-22]. （原始内容存档于2012-06-24）.
124. ↑  3DS XL comes to Europe on July 28 （页面存档备份，存于）joystip
125. ↑  ニンテンドー3DS LLの新色「ブラック」本日（11月1日）発売です。 （页面存档备份，存于）Nintendo
126. ↑  ??? 3DS XL ??? ??? 「PIKACHU YELLOW」 （页面存档备份，存于）Nintendo Koera
127. ↑  任天堂揭露 N2DS 主機的雙螢幕是由單一大型液晶面板所構成 （页面存档备份，存于）.2013-08-29.巴哈姆特.[2013-08-29].
128. ↑  .   [2013-10-03]. （原始内容存档于2020-09-21）.
129. ↑  Jim Reilly. . IGN.   [2013-09-03]. （原始内容存档于2011-08-23）.
130. ↑  . Nintendo of Europe. 2011-01-19  [2011-01-19]. The Nintendo eShop will use a cash-based system. Users can either input credit card information in the shop or purchase a Nintendo 3DS eShop card at retail locations.[]
131. ↑  . Nintendo.com.   [2011-08-06]. （原始内容存档于2011-08-08）.
132. ↑  ニンテンドー3DSの本体機能更新について （页面存档备份，存于）Nintendo
133. ↑  ニンテンドー3DSの本体の更新についてのお知らせ （页面存档备份，存于）Nintendo
134. ↑   (PDF).   [2011-11-01]. （原始内容存档 (PDF)于2021-02-11）.
135. ↑  . Nintendo.com.   [2011-08-06]. （原始内容存档于2013-06-02）.
136. ↑  . Reuters. 2011-01-03  [2011-01-06]. （原始内容存档于2021-02-05）.
137. ↑  . Kotaku. 2011-01-05  [2011-01-07]. （原始内容存档于2018-11-24）.
138. ↑  Sean Poulter. . DailyMail.   [2011-02-22]. （原始内容存档于2021-02-05）.
139. ↑  任天堂3DS侵权案再次败诉 赔偿细则公开 （页面存档备份，存于）.太平洋游戏网.2014-01-07.[2014-02-02].
140. ↑  . 巴哈姆特電玩資訊站.   [2016-05-03]. （原始内容存档于2019-05-11）.

## 外部連結
- 官方网站：日本、韓國、台灣、香港、中国大陆